# Sehenswürdigkeiten in Darmstadt
Viele der Sehenswürdigkeiten in Darmstadt stammen aus den Zeiten als die Stadt noch ein Verwaltungssitz der Obergrafschaft Katzenelnbogen, bzw. von 1568 bis 1806 als Residenz der Landgrafen von Hessen-Darmstadt und danach bis 1919 als Hauptstadt des Großherzogtums Hessen bzw. von 1919 bis 1945 des Volksstaats Hessen war. Insbesondere die  Jahre unter Großherzog Ernst Ludwig, der 1899 die Darmstädter Künstlerkolonie gründete und so Darmstadt zu einem Zentrum des Jugendstils prägte sie. Zuvor hatte bereits Georg Moller, ab 1810 der Oberbaurat und Hofbaudirektor des Großherzogtums das Antlitz der Stadt und dieses Viertels entscheidend geprägt.
Darmstadt wurde im Zweiten Weltkrieg in der sogenannten Brandnacht vom 11. September 1944 fast vollständig zerstört. Während Bauwerke von großer Bedeutung instand gesetzt wurden, blieb von der Darmstädter Altstadt ein einziges Haus, die „Goldene Krone“ von 1656, unbeschädigt stehen. Die Sehenswürdigkeiten der Stadt beschränken sich heute daher auf Einzelbauwerke oder kleine Ensemble und nur in seltenen Fällen auf größere, zusammenhängende Gesamtanlagen.

## Mathildenhöhe und Rosenhöhe, Zentrum des Jugendstils

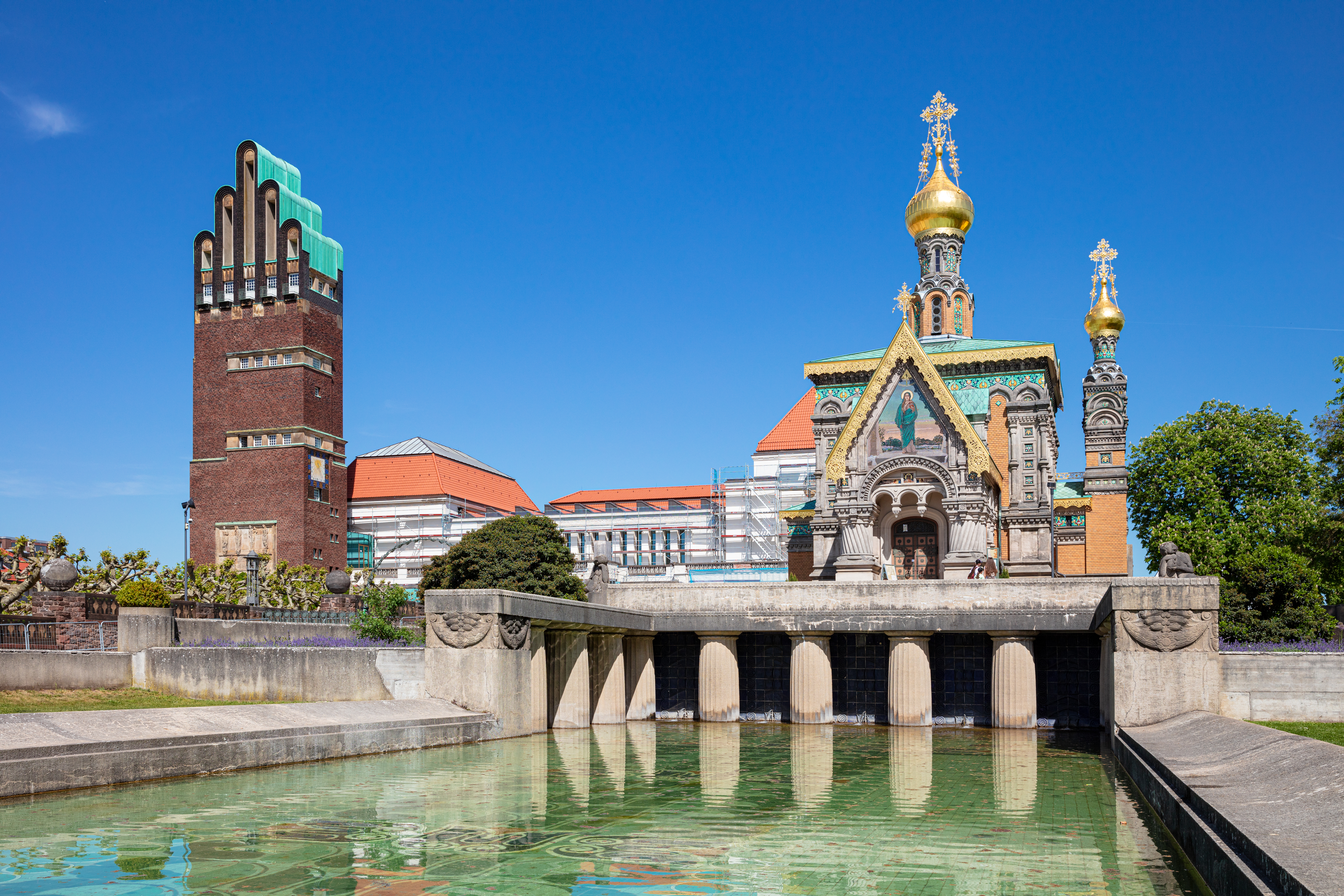
Mathildenhöhe: Hochzeitsturm, Ausstellungsgebäude, Russische Kapelle und Lilienbecken

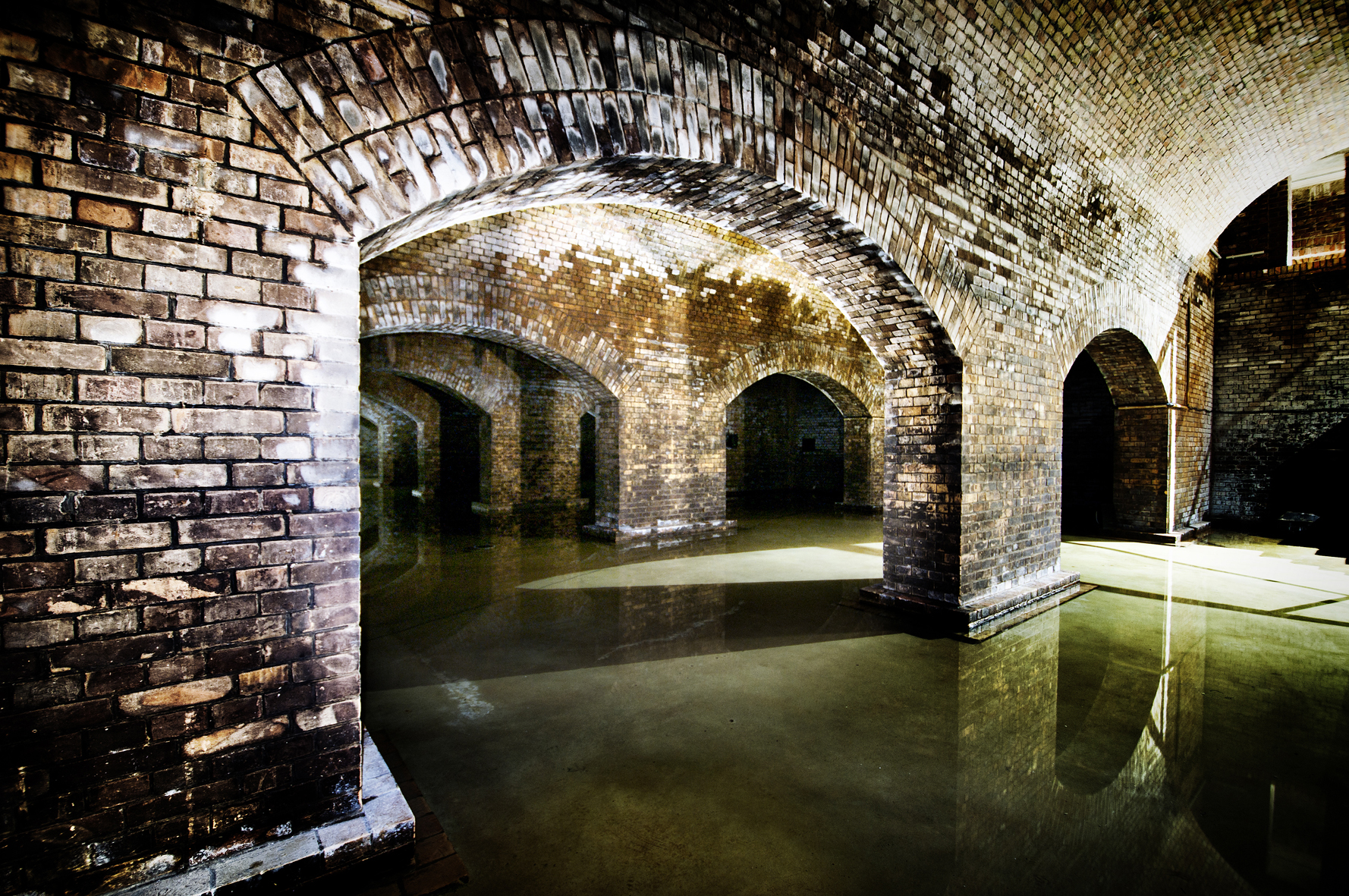
Hochbehälter unter dem Ausstellungsgebäude

### Mathildenhöhe
Die Mathildenhöhe, mit 180 Metern über NN die höchste Erhebung der Darmstädter Innenstadt, war schon im 19. Jahrhundert eine Gartenanlage des großherzoglichen Hofes und wurde 1833 im Stil eines Englischen Landschaftsparks umgestaltet. Dabei entstand der heute noch erhaltene Platanenhain. Der Garten wurde nach Mathilde Karoline von Bayern, der Gemahlin Großherzogs Ludwig III., benannt. In den Jahren 1877 bis 1880 wurde auf der Mathildenhöhe ein Wasserreservoir zur Wasserversorgung Darmstadts und 1897 die Russische Kapelle erbaut. 1897 entstand ein Bebauungsplan von Karl Hofmann. Die Bebauung der südlichen Mathildenhöhe durch die von Großherzog Ernst Ludwig 1899 gegründete Künstlerkolonie führte ab 1900 zu der heutigen Gestalt, die durch den Hochzeitsturm und das Ausstellungsgebäude aus dem Jahre 1908 (auf dem Wasserreservoir stehend), beide vom Architekten Joseph Maria Olbrich entworfen, beherrscht wird.
Unter der Mathildenhöhe liegen die Darmstädter „Katakomben“. Diese eigentlich falsche Bezeichnung steht für die Gewölbekeller, Tunnel und Gänge, die sich unter Tage zwischen Dieburger Straße und Lucasweg befinden und sich bis zur Mathildenhöhe ziehen. Während es sich bei Katakomben um Leichengewölbe handelt, wurde diese Anlage geschaffen, um Bierkeller aus dem 19. Jahrhundert zu beherbergen. Weil Darmstadts Einwohnerzahl von 10.000 Menschen um 1800 auf 70.000 „bierdurstige Kehlen“ um das Jahr 1900 wuchs, wurde es eng in den Lagerhallen der zwölf kleinen Brauereien, die sich im Watzeviertel angesiedelt hatten. In die Felsen an und unter der Mathildenhöhe wurde daraufhin ein ausgeklügeltes System von Gewölben geschlagen. Das weiche Gestein bot den Vorteil, die Temperatur im Bierlabyrinth konstant bei neun Grad Celsius zu halten. Sollte es kühler sein, schlug man des Winters Eis im Woog und schüttete es in sogenannte „Kühldome“, zur Oberfläche hin offene, kuppelförmige Höhlen, wodurch die Fässer auf vier Grad gekühlt werden konnten – ganz ohne Elektrizität. Diese löste mit der Erfindung der Kühlmaschine Anfang des 20. Jahrhunderts die Bierkatakomben nach und nach ab.
Zu den Katakomben gehört auch der Brauereitunnel, der unter der Dieburger- und Alexanderstraße verborgen liegt. Die Brauerei nutze ihn, um Kühlwasser abzuleiten, doch gebaut wurde er schon wesentlich früher. Auf seiner gesamten Länge maß er einst 2,5 Kilometer und verband den Heiligen Kreuzberg (heute Sitz einer Tanzschule) mit dem Schloss. Die Entstehung und der Sinn des aufwändigen Grabwerks sind an keiner Stelle dokumentiert, was natürlich die Legende eines Geheimgangs nährt. Andere vermuten in dem Gang einen Fluchtweg, wieder andere hegen den langweiligen und dennoch wahrscheinlichen Verdacht, dass es sich um eine Art mittelalterliche Wasserleitung handelt.
Unter den Ausstellungshallen der Mathildenhöhe befindet sich ein Wasserspeicher. Der Hochbehälter entstand 1877–80 nach Plänen des Ingenieurs Otto Lueger. Er besteht aus zwei mit Klinkern gemauerten Kammern mit je sechs über Längsgurte verbundenen Tonnengewölben. 4800 Kubikmeter fassen die beiden Kammern, die Teil des 1880 eröffneten Darmstädter Wassernetzes waren. Zu dieser Zeit fehlte aufgrund der Bevölkerungsexplosion sauberes Trinkwasser. Nun endlich konnte die Cholera wirksam bekämpft werden. 1994 wurde der „Pufferspeicher“ stillgelegt und geleert. Seitdem steht in dem geziegelten Raum das Wasser zehn Zentimeter hoch.
Anfang Juli 2014 gab die Stadt Darmstadt bekannt, dass die Ausstellungshalle der Mathildenhöhe für 9,8 Millionen Euro saniert wird. Dies sollte 2019 die Bewerbung als UNESCO-Welterbestätte unterstützen. Direktor des Instituts Mathildenhöhe war seit 2006 Ralf Beil, der zum 1. Februar 2015 als Direktor an das Kunstmuseum Wolfsburg wechselte. Im Februar 2021 waren die Kosten auf 30,1 Millionen Euro angewachsen.
2021 wurde die Mathildenhöhe in das Weltkulturerbe der UNESCO aufgenommen.

#### Alice-Hospital

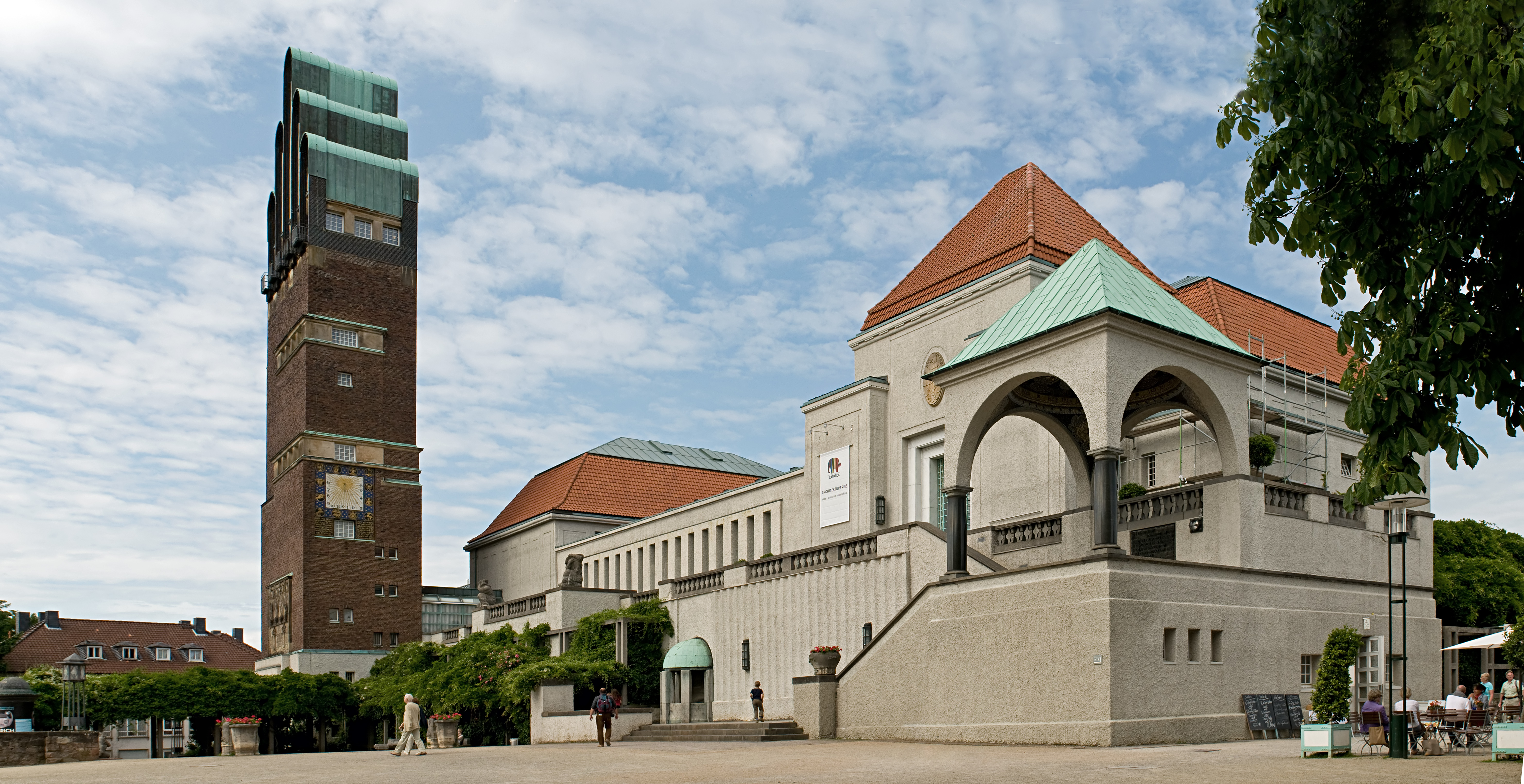
Ausstellungsgebäude der Künstlerkolonie und der Hochzeitsturm

Prinzessin Alice von Großbritannien und Irland (1843–1878) heiratete 1862 in Darmstadt Ludwig IV. (1837–1892). Im Deutschen Krieg von 1866 wurden in Darmstadt mehrere Kriegslazarette eingerichtet. Gemeinsam mit der Frauenrechtlerin Luise Büchner (1821–1877) kam es am 7. September 1869 zur Gründung des Alice-Frauenverein für die Krankenpflege im Großherzogtum Hessen. 1870/71 erfolgte die Umwidmung einer seit 1854 bestehenden Heilanstalt zum Lazarett. Im Jahre 1874 übernahm Charlotte Helmsdörfer (1835–1897) die Leitung des Hospitals mit Krankenpflegeschule. Die Gründerin starb 1878 an Diphtherie.

#### Künstlerkolonie
Unter Künstlerkolonie versteht man die Bebauung der Mathildenhöhe im Jugendstil mit Wohnhäusern der Künstler sowie mit Ausstellungs- und Ateliergebäuden während des Bestehens der Künstlergruppe von 1899 bis 1914.

#### Hochzeitsturm

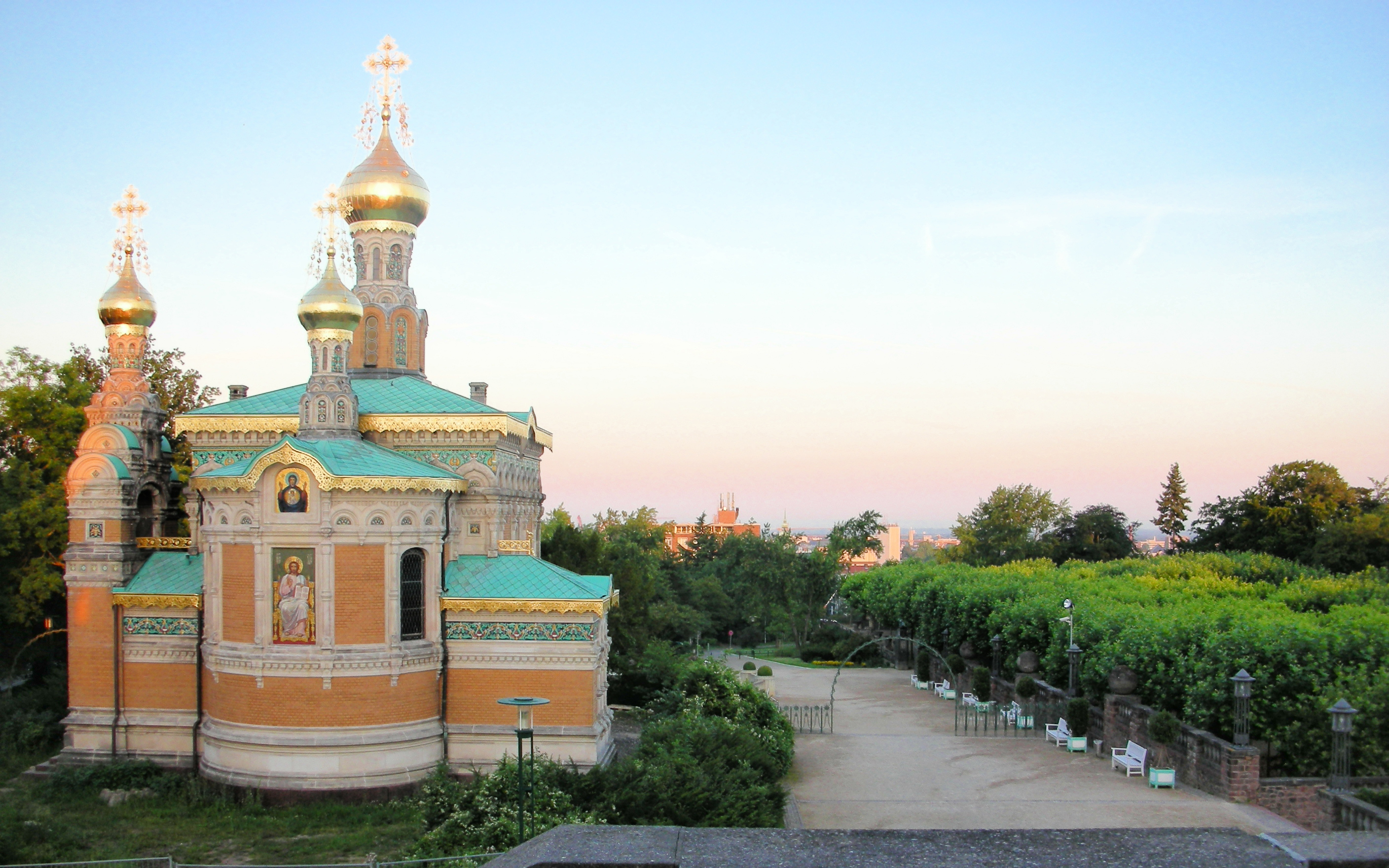
Russische Kapelle mit Platanenhain

Das Wahrzeichen Darmstadts ist der 48 Meter hohe Hochzeitsturm, der ein Aussichtsgeschoss hat, das einen schönen Rundblick auf die Stadt und das Umland bietet. Vor Ort ist er auch unter dem Namen „Fünffingerturm“ bekannt.

#### Russische Kapelle
Ein weiteres markantes Gebäude auf der Mathildenhöhe ist die Russische Kapelle. Das Wasserbecken vor der Russischen Kapelle stammt von Albin Müller. Der Baukosten der Kapelle wurden vom letzten russischen Zaren aus dessen Privatvermögen getragen. Anlass war die Herkunft seiner Frau Alix von Hessen-Darmstadt.
Vor der Kirche befindet sich eine im Jahre 1914 im Jugendstil erbaute Brunnenanlage. Sie wurde aus Anlass der dritten Ausstellung der Darmstädter Künstlerkolonie ebenfalls nach einem Entwurf von Albin Müller errichtet.

#### Platanenhain
Der um 1830 angelegte Hain wurde 1914 vom Bildhauer Bernhard Hoetger mit Plastiken und Reliefs ergänzt. Er wollte mit seinen Werken die Verbindung von Mensch und Natur, insbesondere den Kreislauf des Lebens, zum Ausdruck bringen: Frühling, Sommer, Schlaf und Auferstehung.

#### Schwanentempel
Der Schwanentempel, auch Albin-Müller-Pavillon, steht am oberen Ende des Christiansenwegs und bildet so ein Tor zu dieser Treppenstraße, die über den Alexandraweg zum Prinz-Christians-Weg führt.

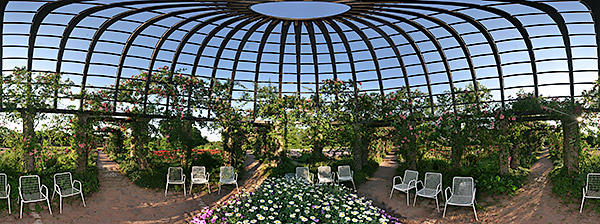
Rosendom auf der Rosenhöhe

### Rosenhöhe
Die Rosenhöhe, ein im Jahre 1810 angelegter Landschaftspark mit einer später hinzugefügten Rosensammlung, bildet im Zusammenspiel mit der Mathildenhöhe, den Jugendstilhäusern und dem Hochzeitsturm ein einzigartiges Gesamtkunstwerk. Ein Teil des Parks dient der Familie der ehemaligen Großherzöge als Begräbnisort.

## Schlösser und Burgen

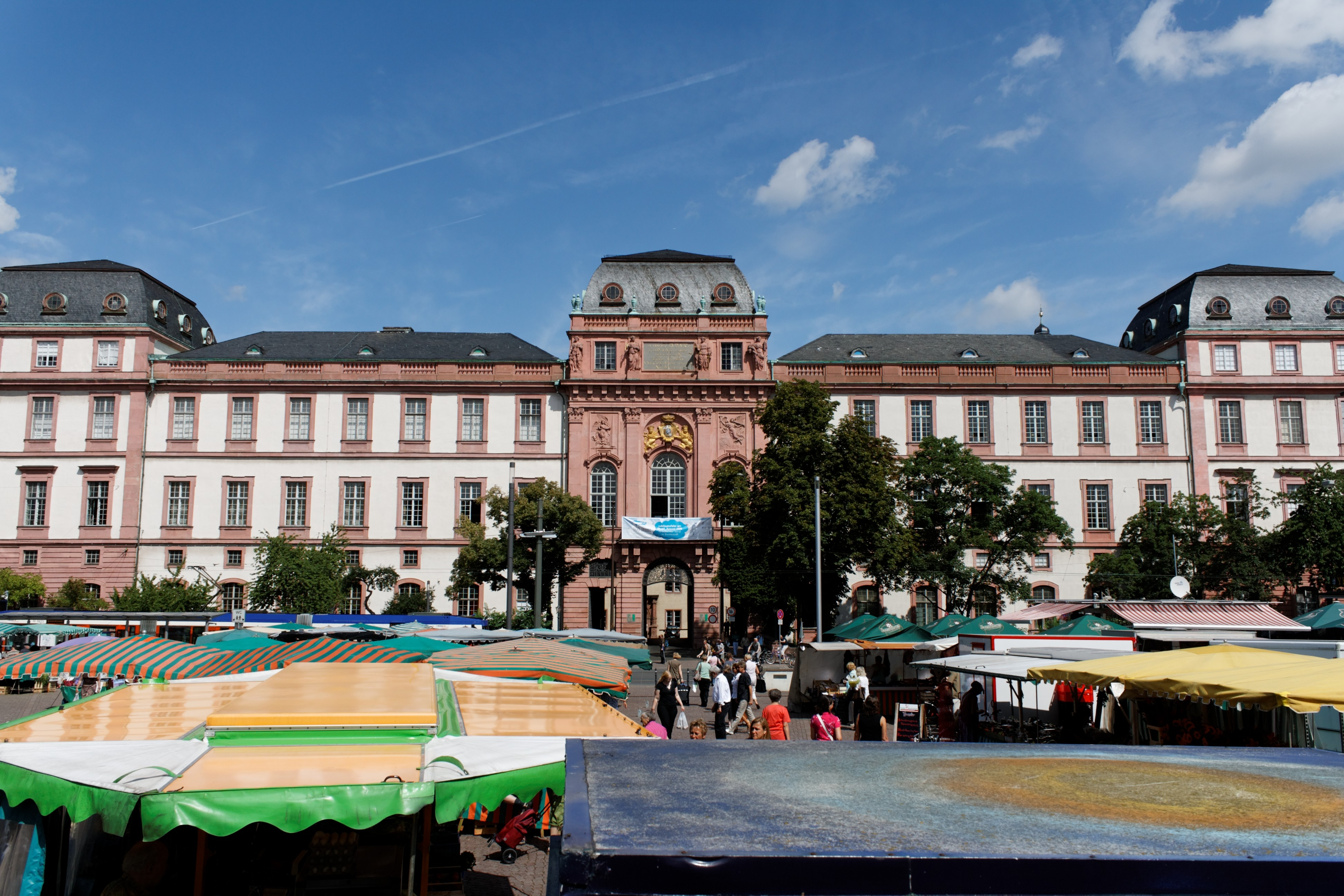
Residenzschloss

### Residenzschloss
Im Zentrum der Innenstadt befindet sich das Darmstädter Residenzschloss.
Es ist ein Gebäudekomplex aus sechs Jahrhunderten, wobei die letzten Bauänderungen im 18. Jahrhundert durch Landgraf Ernst Ludwig entstanden.
Früher einmal, unter Georg I., sicherte das Schloss, umgeben von einem Graben, die Westflanke der Stadt Darmstadt.
In der Brandnacht 1944 brannte das Schloss bis auf die Außenmauern nieder. Nach dem Wiederaufbau, der bis in die 1960er Jahre ging, war der äußere Zustand der Vorkriegszeit weitestgehend wiederhergestellt.
Heute wird das Schloss zu großen Teilen von der TU Darmstadt genutzt. Im Glockenbau befindet sich das Schlossmuseum, das unter anderem die Großherzoglich-Hessische Porzellansammlung beherbergt und lange Jahre Ausstellungsort der Holbein-Madonna war. Im Herrenbau ist seit 2016 das Deutsche Polen-Institut untergebracht.

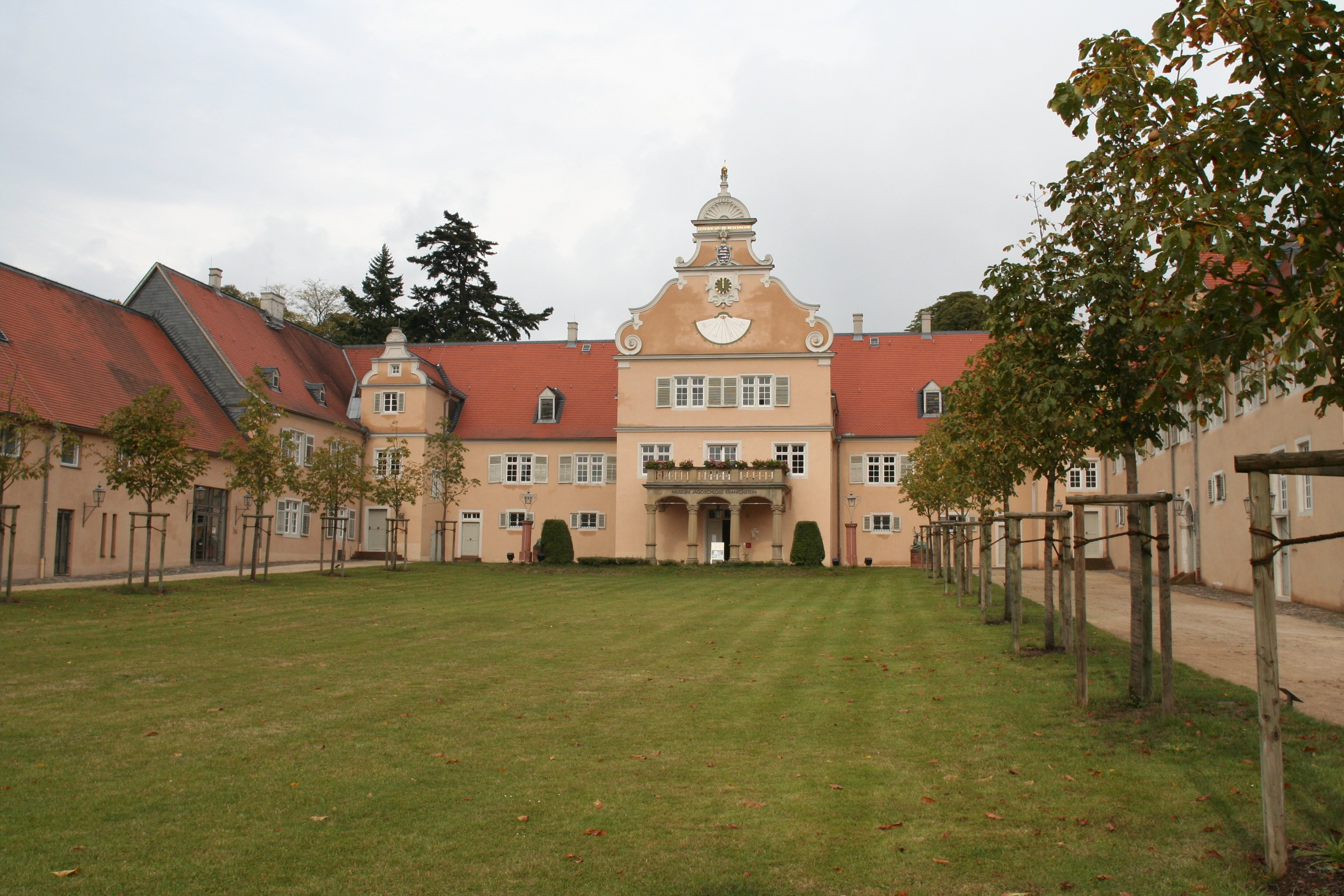
Jagdschloss Kranichstein

### Jagdschloss Kranichstein
Das Jagdschloss Kranichstein, welches 1578 für Landgraf Georg I. gebaut wurde, befindet sich im Norden Darmstadts.
Es beherbergt heute eine Ausstellung von Jagdwaffen und Jagdgeräten aus den Jahren bis 1769, wobei
zahlreiche Gemälde die Jagd des Fürsten illustrieren. Außerdem befindet sich unter anderem ein Hotel in dem Gebäudekomplex.

## Kirchen

### Stadtkirche
Die Stadtkirche geht auf eine Marienkapelle zurück, die 1369 zur Pfarrkirche erhoben wurde. Das Langhaus entstand in der Spätgotik, der Chor vermutlich in der ersten Hälfte des 15. Jahrhunderts. Insbesondere das Netzgewölbe des Chores ist bemerkenswert, welches im letzten Krieg unzerstört blieb. Langhaus und Turm wurden bis 1952 wieder aufgebaut. Hinter dem Hochaltar befindet sich ein Epitaph der Landgräfin Magdalena zur Lippe, das 1589 Landgraf Georg I. seiner Gemahlin widmete. Unter der Kirche liegt die Fürstengruft (1587), welche eine reiche Stuckornamentik enthält.

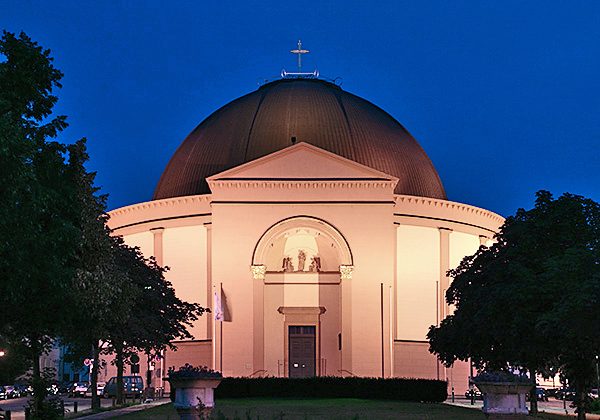
St.-Ludwigskirche

### St. Ludwigskirche
Blickt man vom Luisenplatz die Wilhelminenstraße hinauf, so sieht man den mächtigen klassizistischen Kuppelbau der Ludwigskirche. Sie wurde zwischen 1822 und 1827 von Georg Moller als erste katholische Kirche Hessen-Darmstadts seit der Reformation erbaut.

### Pauluskirche
Die Pauluskirche wurde 1905–1907 als Mittelpunkt des „Tintenviertels“ nach Plänen von Friedrich Pützer gebaut.

### Auferstehungskirche (Arheilger Kirche)
Die Auferstehungskirche ist die alte Dorfkirche des bis 1937 selbstständigen Ortes Arheilgen. Seit 1960 trägt sie den Namen „Auferstehungskirche“ und ist die Kirche der Evangelisch-Lutherische Auferstehungsgemeinde in Darmstadt-Arheilgen.
Die alte Arheilger Kirche geht vermutlich auf eine karolingische Kapelle zurück, die wahrscheinlich im 12. Jahrhundert durch einen romanischen Kirchenbau ersetzt wurde, der dem Heiligen Kilian geweiht wurde. Der Frankenapostel und Märtyrer Kilian ist Schutzpatron des Bistums Würzburg, dem das Dorf Arheilgen im Jahr 1013 als Teil des Königshofes Gerau zugeschlagen wurde.

### Achteckhaus

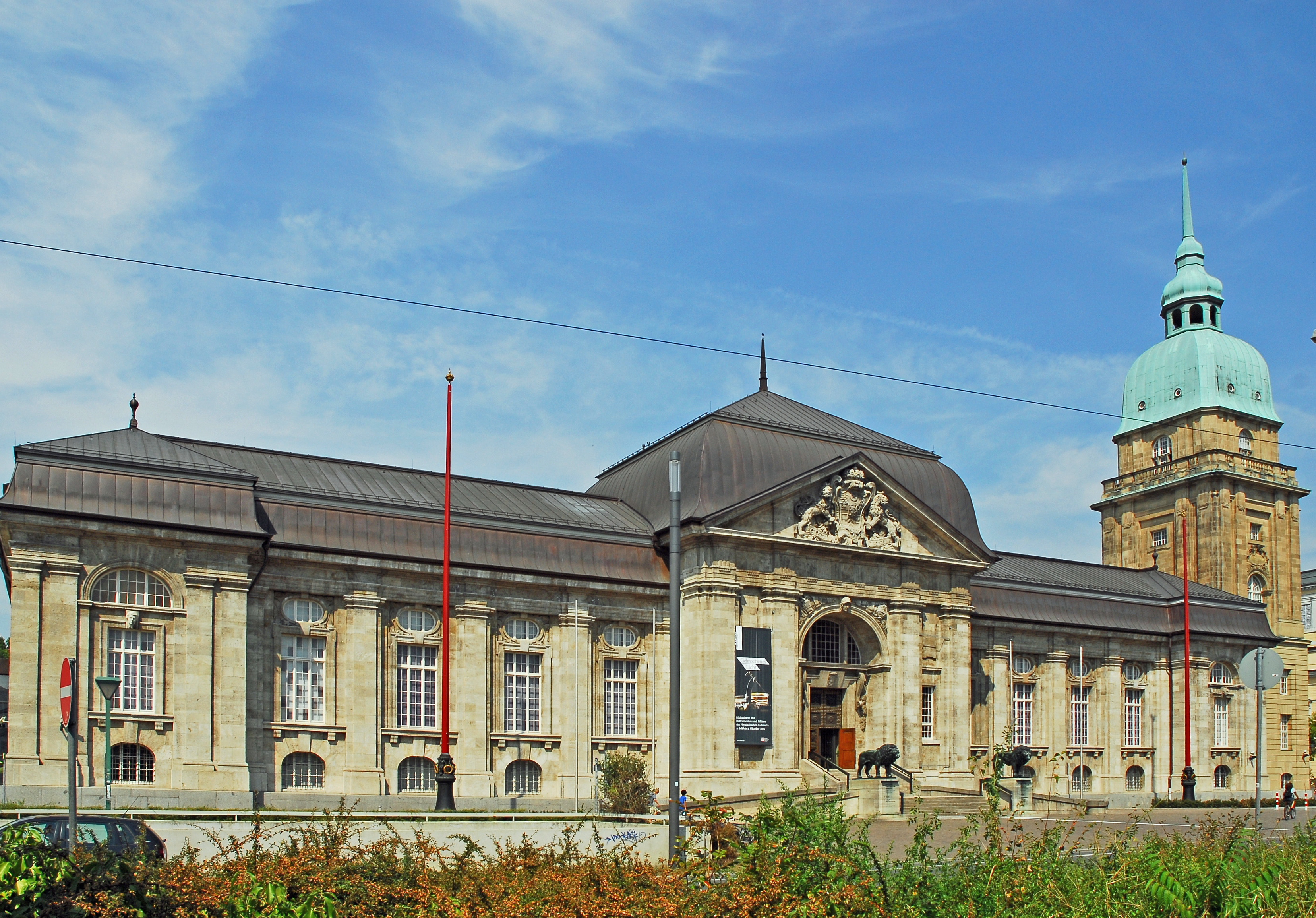
Hessisches Landesmuseum

### Hessisches Landesmuseum

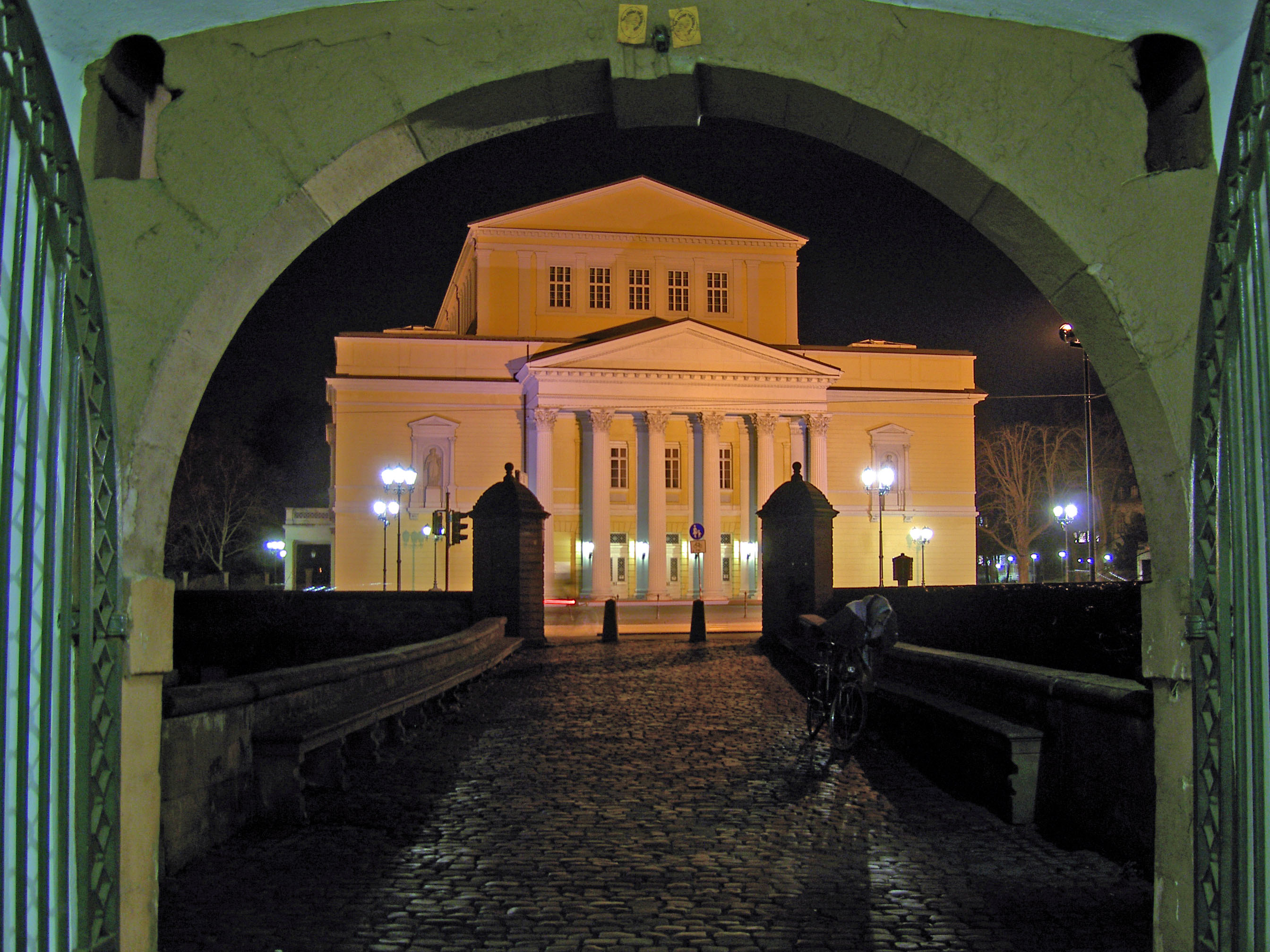
Altes Theater

## Historische Bauten

### Haus der Geschichte (ehem. Landestheater)
Das ehemalige Hoftheater und spätere Landestheater ist seit 1994 Sitz des Historischen Vereins für Hessen, des Stadtarchivs und des Hessischen Staatsarchivs. Es befindet sich direkt neben dem Hessischen Landesmuseum.
Der klassizistische Bau wurde 1819 von Georg Moller errichtet und beherbergte bis zum Zweiten Weltkrieg das Darmstädter Theater. Das Gebäude wurde mit Ausnahme des Portikus fast schmucklos ausgeführt. 1871 brannte es aus und wurde bis 1879 vergrößert und wesentlich erhöht wiederaufgebaut. Im Zweiten Weltkrieg wurde es erneut zerstört und stand lange notdürftig gesichert als Ruine. Schließlich erfolgte Anfang der 1990er Jahre der Wiederaufbau, allerdings mit einer Nutzungsänderung als Archiv. Besonders eindrucksvoll ist das Foyer, das im Stil der Zeit um 1879 wieder aufgebaut wurde.

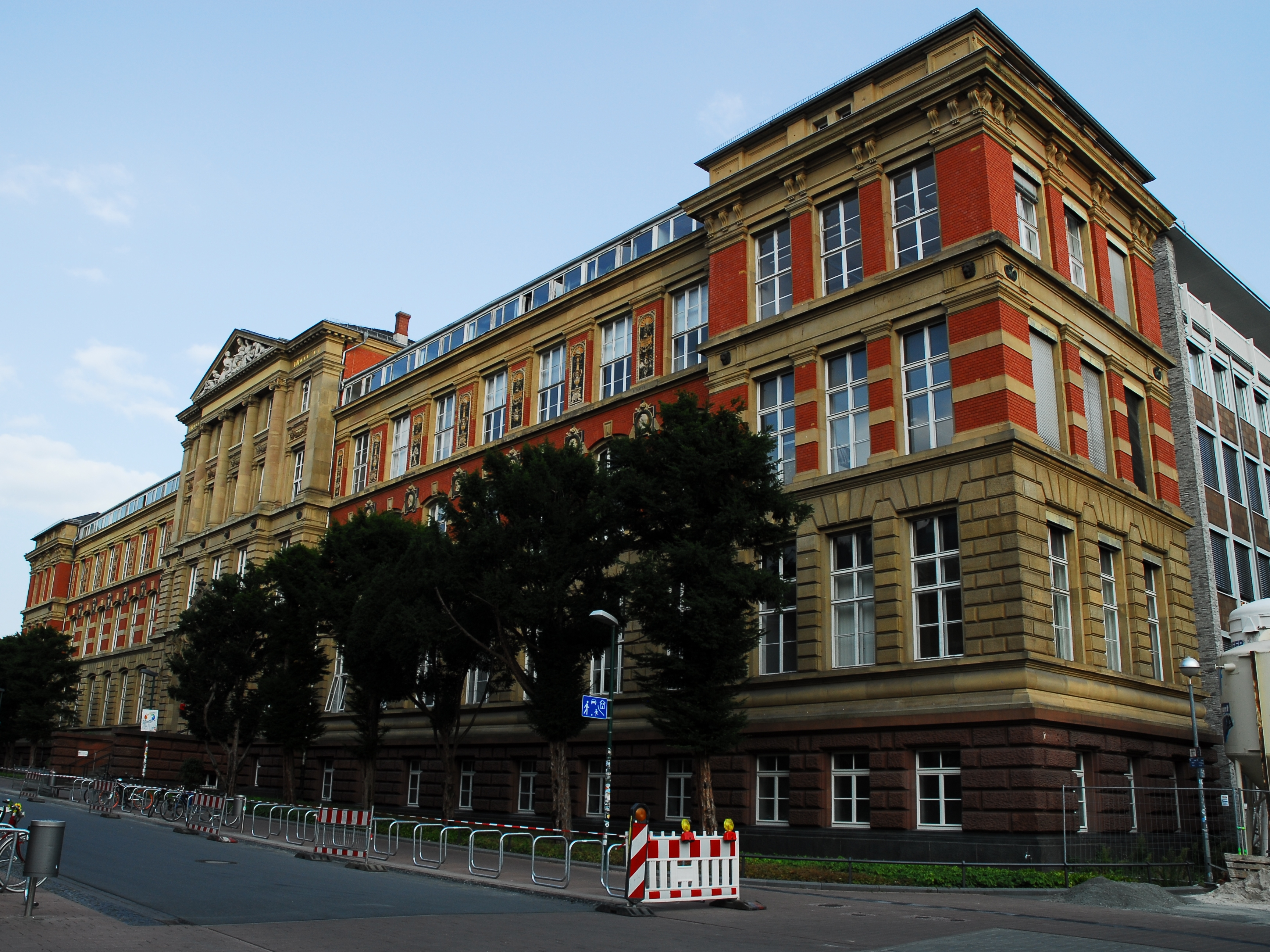
Altes Hauptgebäude der TU

### Das alte Hauptgebäude der TU
Das alte Hauptgebäude der Großherzoglichen Technischen Hochschule Darmstadt wurde von Heinrich Wagner zwischen 1893 und 1895 gebaut.

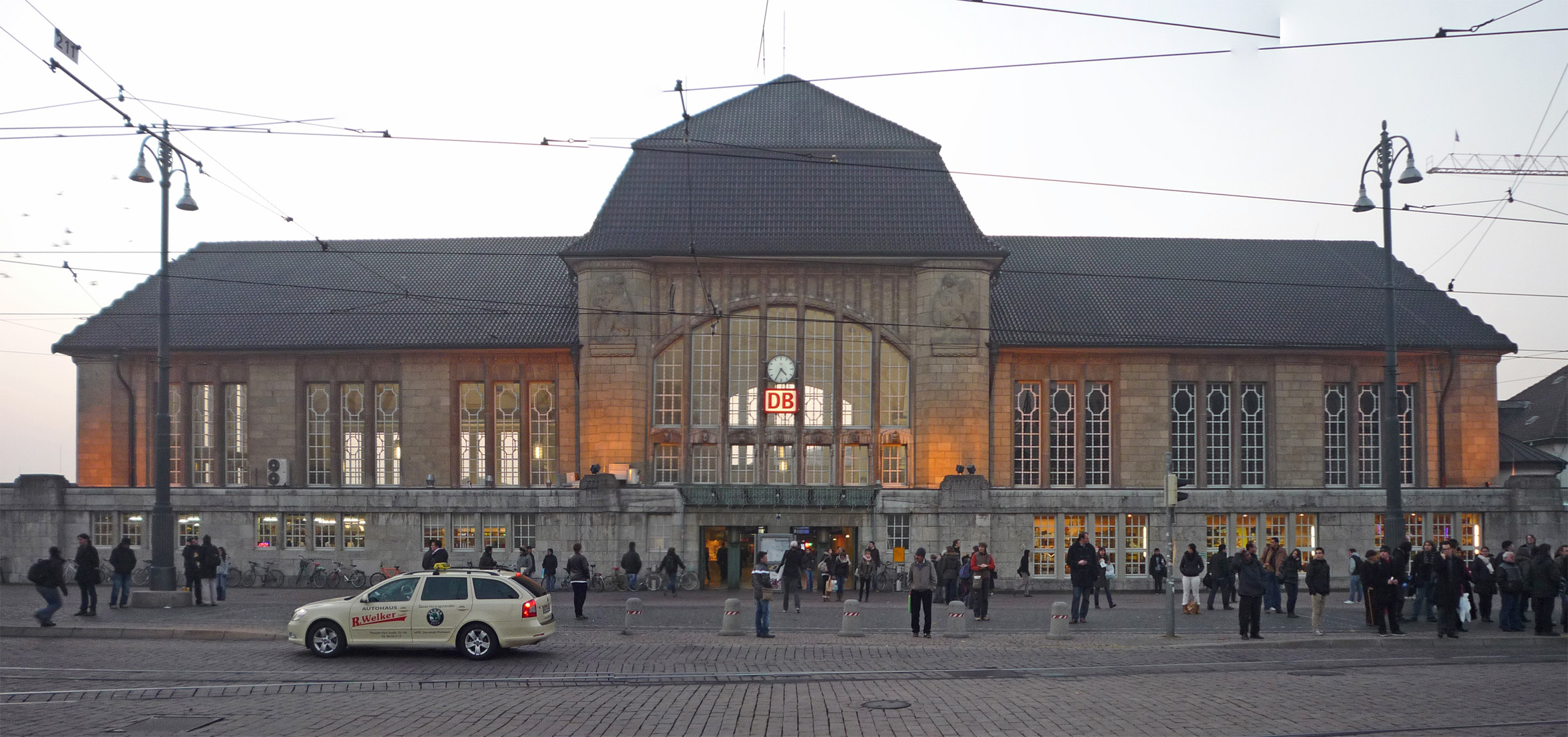
Hauptbahnhof

### Hauptbahnhof
Das Gebäude mit einigen Jugendstilelementen wurde vom Darmstädter Architekturprofessor Friedrich Pützer entworfen. Der 1912 fertiggestellte Bau gilt als einzigartiges Baudenkmal. Er besteht aus dem mit den Bahnsteigen in der Haupthalle verbundenen repräsentativen Empfangsgebäude und dem angegliederten Fürstenbahnhof. Hauptgebäude und Fürstenbahnhof wurden 1998 bis 2002 aufwendig denkmalgerecht saniert, die Neugestaltung des Vorplatzes soll Ende 2005 abgeschlossen sein, die Sanierung der Haupthalle 2008.

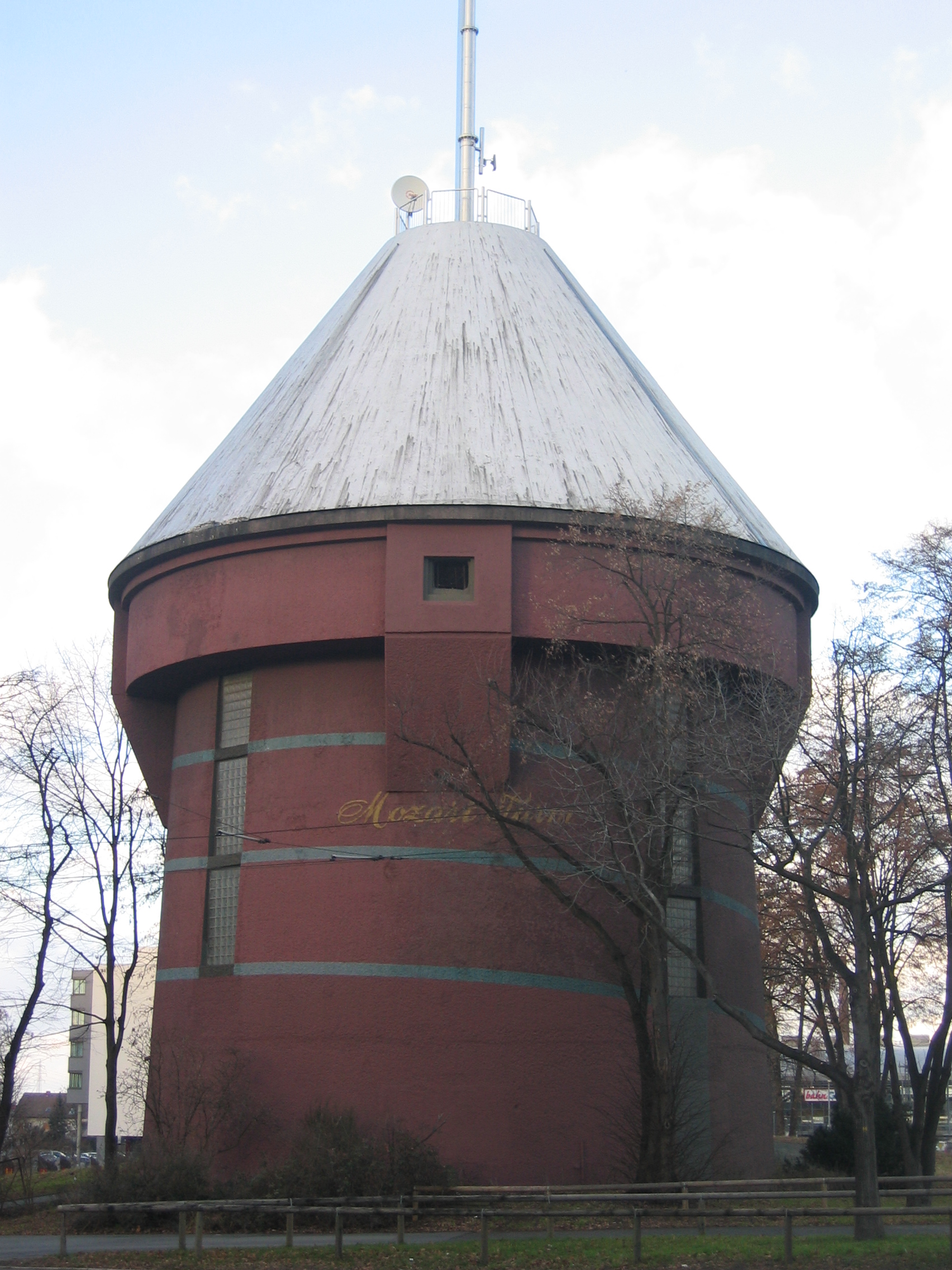
Mozartturm

### Mozartturm
Koordinaten: 49° 52′ 12,2″ N, 8° 37′ 42,5″ O
Der Mozartturm in der Nähe des Hauptbahnhofs wurde 1938 als Luftschutzturm erbaut. Sein ursprünglicher Name war Richthofen-Turm. Nach dem Zweiten Weltkrieg wurde er entfestigt und dient heute als Galerie und Veranstaltungsort für Konzerte.

### Jugendstilbad
Das Darmstädter Jugendstilbad ist ein öffentliches Schwimmbad in Darmstadt. Der offizielle Name lautete „Darmstädter Stadtbad“. Erbaut wurde das Jugendstilbad 1907 bis 1909. Architekt war August Buxbaum. Es weist insbesondere hinsichtlich seines Dekors Jugendstil auf, während die äußere Form sich eher an den Neoklassizismus anlehnt.

## Moderne Architektur

### Meisterbauten
Unter Berufung auf die erste Ausstellung der Künstlerkolonie von 1901 wurde 1951 die Ausstellung Mensch und Raum auf der Mathildenhöhe gezeigt. Dabei wurden die Entwürfe zu den Darmstädter Meisterbauten präsentiert. Die Bauten international renommierter Architekten waren typisch für Wiederaufbauphase nach dem Zweiten Weltkrieg, elf Planungsaufträge wurden vergeben. Aufgrund fehlender finanzieller Mittel konnte die Stadt nur fünf, teils in reduzierter Form, realisieren. Dies waren
- die Georg-Büchner-Schule von Hans Schwippert;
- das Ludwig-Georgs-Gymnasium von Max Taut;
- die Frauenklinik von Otto Bartning und Otto Dörzbach;
- das Ledigenheim, ein Appartement-Haus, von Ernst Neufert;
- die Kita Kinderwelt von Franz Schuster.

### Wasserbauhalle der TU
Das Institutsgebäude mit einem 15 Meter hohen Wasserturm und einer freispannenden Betondachschalenkonstruktion wurde von 1955 bis 1956 nach Plänen von Ernst Neufert gebaut.

### Kunsthalle
Das Ausstellungsgebäude des Kunstvereins Darmstadt wurde von Theo Pabst entworfen und 1956 errichtet.

### Staatstheater
Das Staatstheater wurde 1968 bis 1972 nach einem Entwurf von Rolf Prange gebaut. In dem Gebäude sind das Große Haus mit 956 Plätzen, das Kleine Haus mit 482 Plätzen, die Kammerspiele mit 130 Plätzen sowie sämtliche Werkstätten, Magazine und Verwaltungsräume untergebracht.

### Laboratorien und Versuchshallen für Maschinenbau der TU
Die Hallen, 1976 fertiggestellt und von Gerd Fesel entworfen, stehen auf der Lichtwiese. Sie wurden 1978 durch die Architektenkammer Hessen und die hessische Landesregierung aufgrund der Kongruenz von Funktion, Konstruktion, Material und Form als vorbildlicher Bau in Hessen ausgezeichnet.

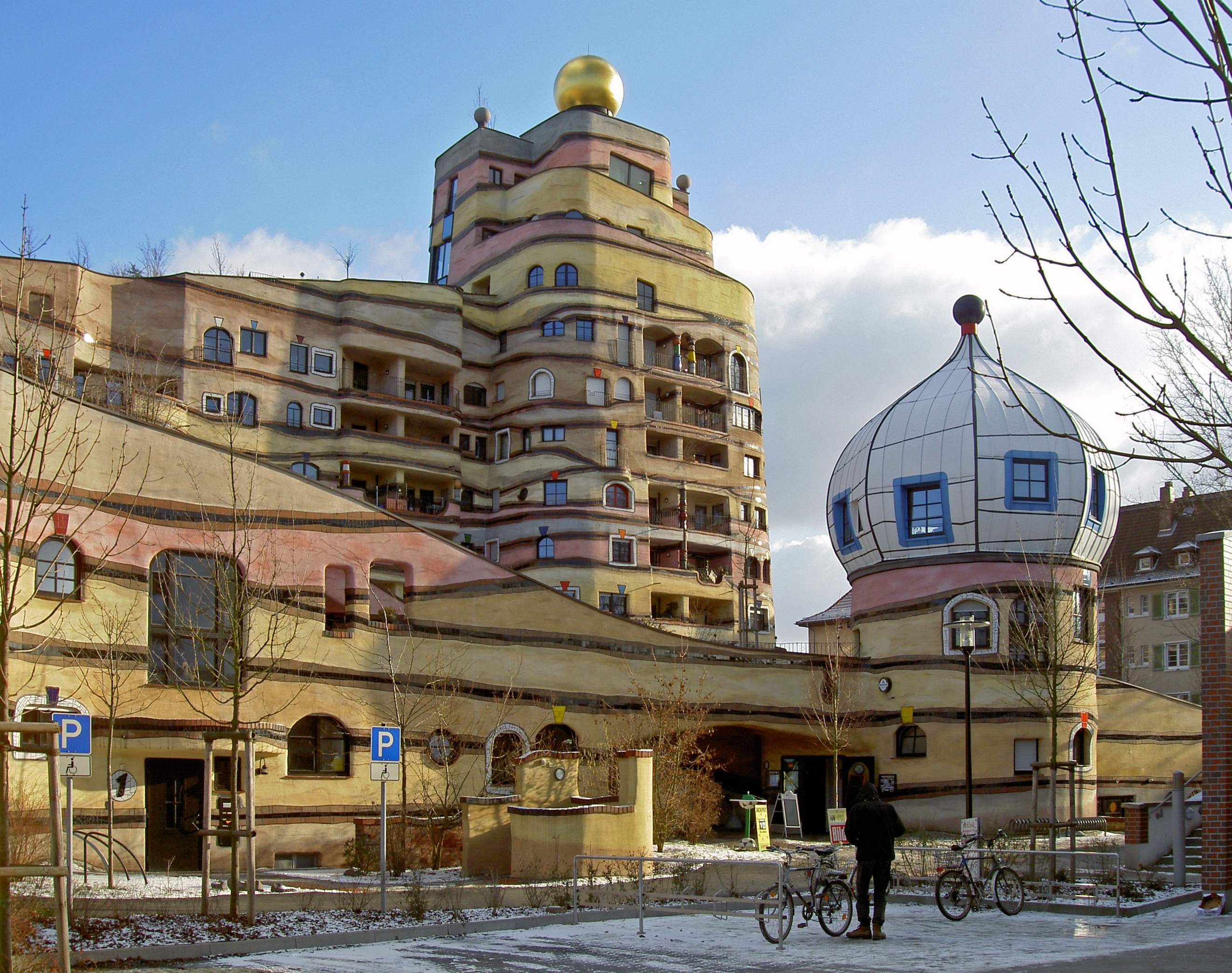
Waldspirale – Hundertwasserhaus

### Waldspirale
Die Waldspirale ist der Name eines Wohnkomplexes, der vom Wiener Künstler Friedensreich Hundertwasser gestaltet und im Jahr 2000 fertiggestellt wurde. Bauträger ist der Bauverein Darmstadt. Das Gebäude ist das letzte Werk Hundertwassers vor seinem Tod. Es hat sieben Stockwerke, die mit Wohnungen ausgestattet sind. Die meisten sind aus Kostengründen allerdings nicht wie die Fassade im Hundertwasser-Stil gehalten, sondern mit geraden Linien und rechten Winkeln gebaut. In den obersten drei Stockwerken befindet sich ein Restaurant. Von der Aussichtsterrasse sieht man die Frankfurter Skyline sowie den Taunus und Ausläufer des Odenwalds.

### darmstadtium
Das darmstadtium ist ein 2007 eröffnetes Wissenschafts- und Kongresszentrum. Es liegt sehr zentral gegenüber dem Residenzschloss. Die hochmoderne Architektur des Wiener Architekten Talik Chalabi integriert einen Teil der mittelalterlichen Stadtmauer mit einem Wehrturm.

## Plätze

### Luisenplatz

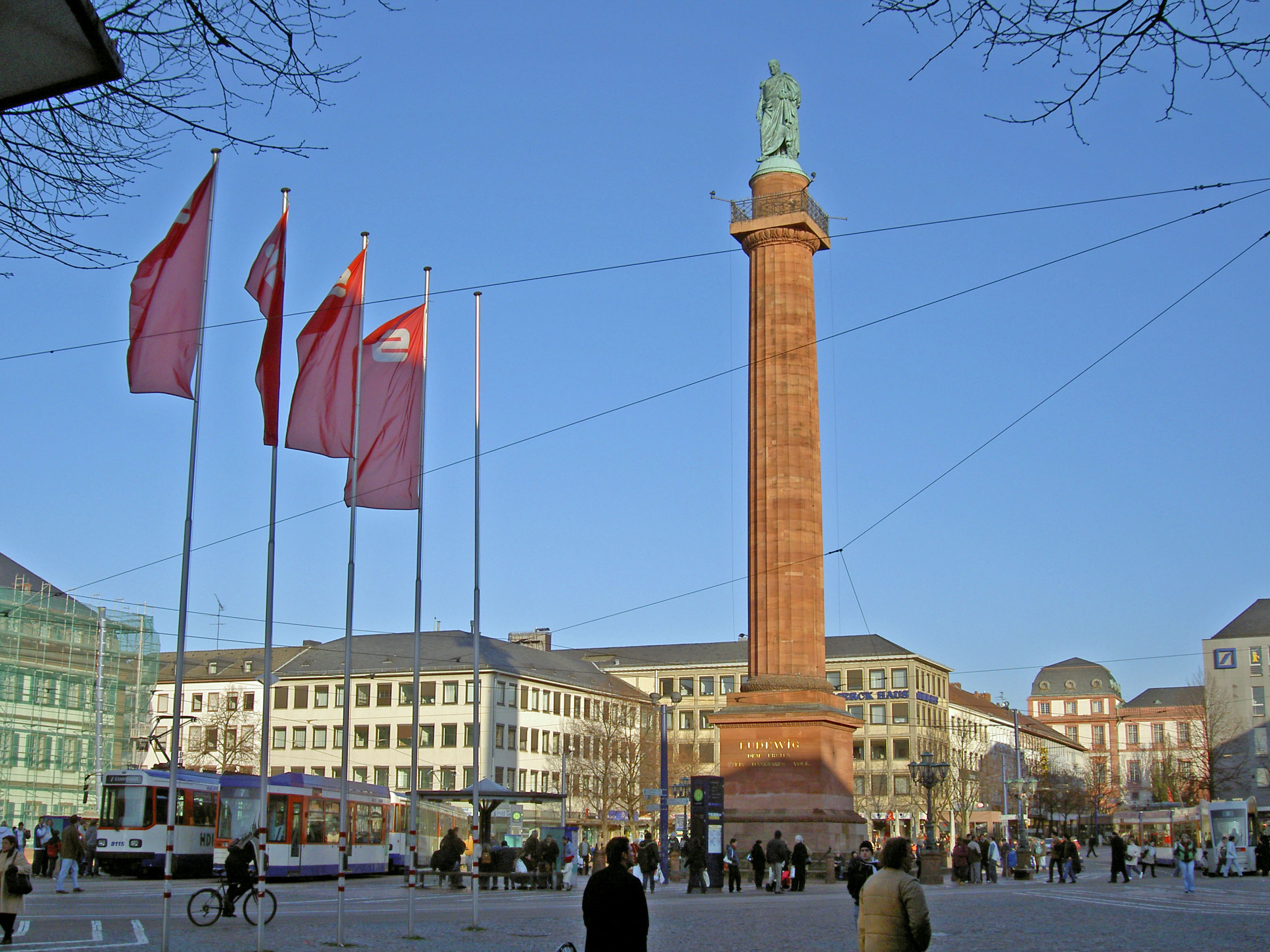
Luisenplatz

Der Luisenplatz ist der zentrale Platz Darmstadts. Hier beginnt die Fußgängerzone und hier halten alle wichtigen Bus- und Straßenbahnlinien. Angelegt wurde er im 18. Jahrhundert. In seiner Mitte steht das Ludwigsmonument. Am Rand befinden sich das Regierungspräsidium, das Merckhaus, das Carreé, das Luisencenter und die Zentrale der Sparkasse Darmstadt. Um die Weihnachtszeit steht auf dem Luisenplatz der wohl größte Weihnachtsbaum Darmstadts.

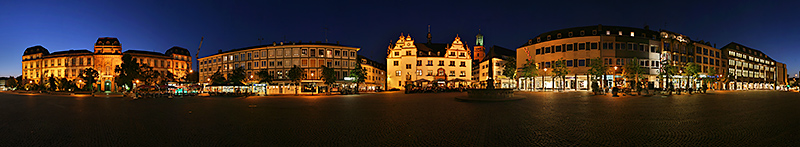
360°-Rundblick über den Marktplatz

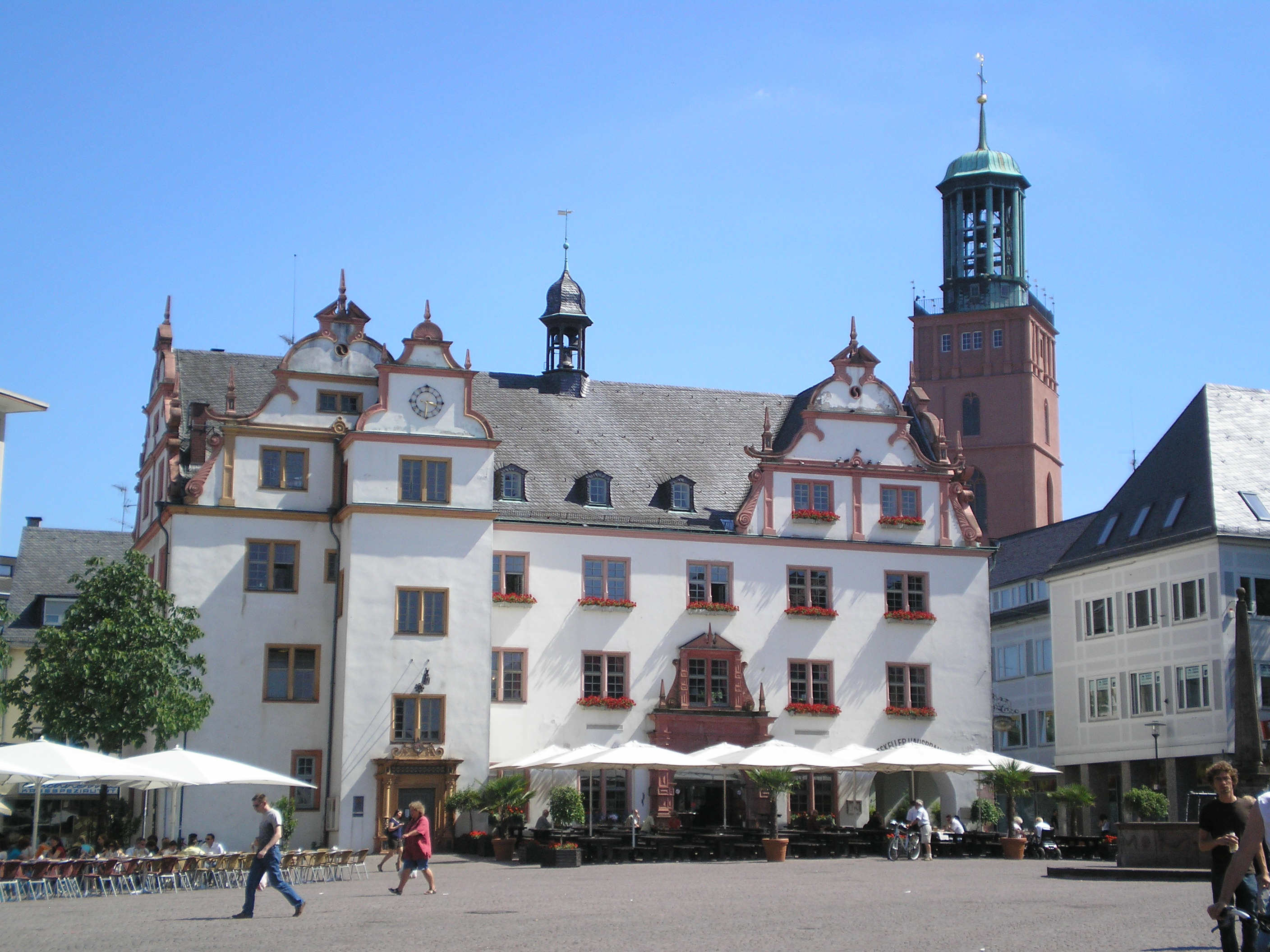
Altes Rathaus und Stadtkirche

### Marktplatz und altes Rathaus
Angelegt wurde der Platz im 14. Jahrhundert als Handelsplatz. 1996 wurde die Renovierung des Platzes fertiggestellt: Das Pflaster mit indischem Granit wurde strahlenförmig angeordnet. Auch der im Jahre 1546 erbaute Marktbrunnen wurde restauriert. Ein weiterer Marktbrunnen wurde 1780 errichtet.
Das Alte Rathaus an der Südseite des Marktplatzes wurde 1598 gebaut. Heute befindet sich darin das Standesamt und die Darmstädter Ratskeller Hausbrauerei.

## Parkanlagen und Ähnliches

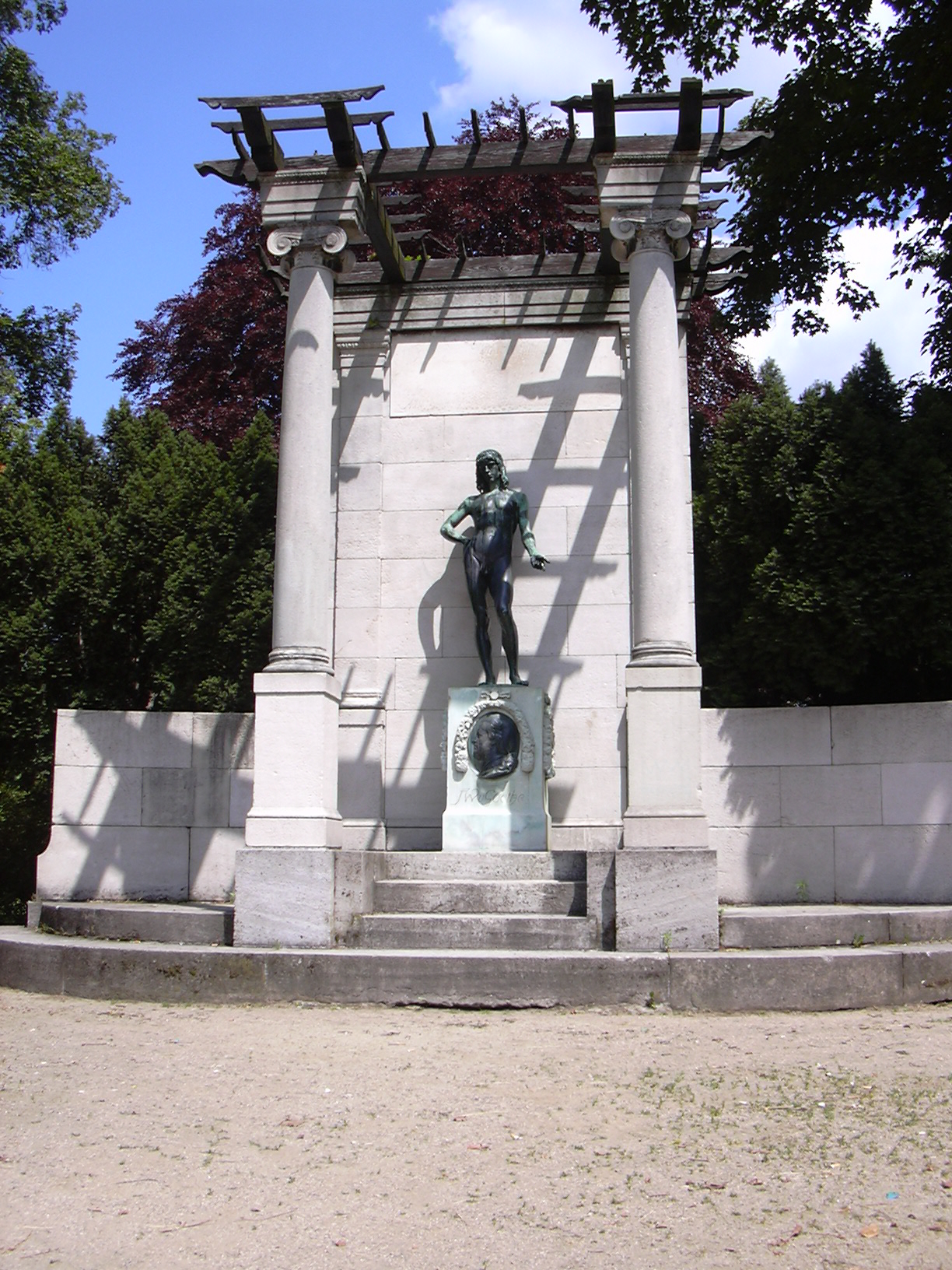
Goethe-Denkmal von Ludwig Habich

### Herrngarten
Der Herrngarten ist der größte und älteste Park der Stadt. Seine Wurzeln reichen bis ins 16. Jahrhundert zurück, als er aus drei größeren und mehreren kleineren Gärten entstand. Landgräfin Karoline ließ im Jahr 1766 den Garten erweitern und im englischen Stil umgestalten. An südlichen Eingang steht heute das Grabmal von Landgräfin Karoline. Das Goethe-Denkmal mit einer nackten Jünglingsfigur als Dichtergenius wurde 1903 von Ludwig Habich geschaffen. Zwei Jahre später schuf Habich auch einen Gedenkstein für die im Kindesalter verstorbene Prinzessin Elisabeth von Hessen und bei Rhein (1895–1903). 1918 wurde der Garten verstaatlicht und in Richtung Bürgerpark verändert: Es wurden Spielplätze eingerichtet und ein modernes halbrundes Stahl-Glas-Gebäude zum Café ausgebaut. Im Zweiten Weltkrieg wurde der Park zerstört, erfreut sich aber heute wieder großer Beliebtheit. Halbjährlich kann man hier von Frühling bis Herbst den Biergarten und das Restaurant nutzen.
Auf der „Theaterwiese“ am südöstlichen Ende des Herrngartens wurde 2022 das Mahnmal Die Schattenseite des Regenbogens zur Erinnerung an die Opfer der Verfolgung und staatliche Diskriminierung homosexueller Menschen errichtet.

### Prinz-Georg-Garten

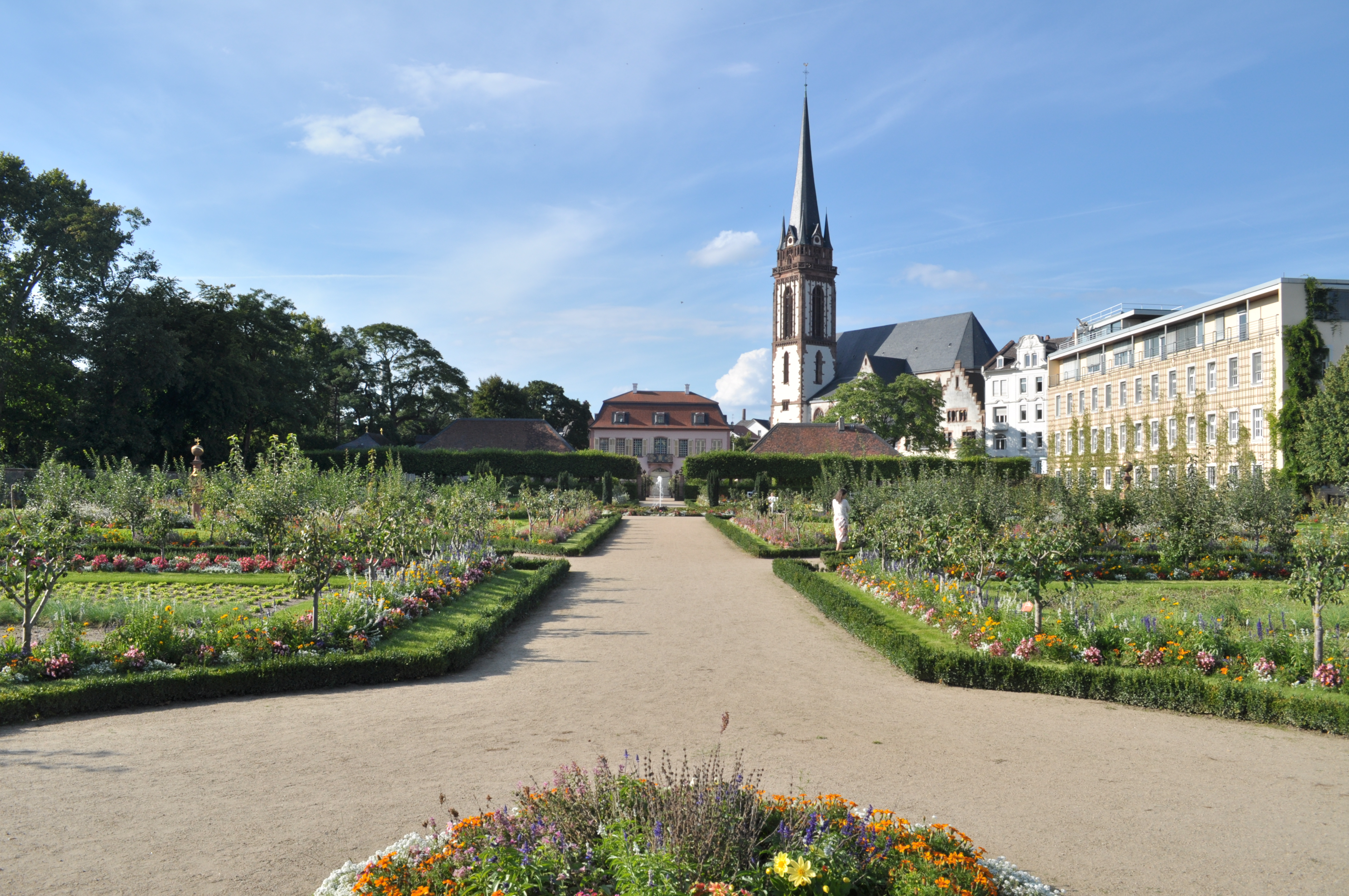
Prinz-Georg-Garten

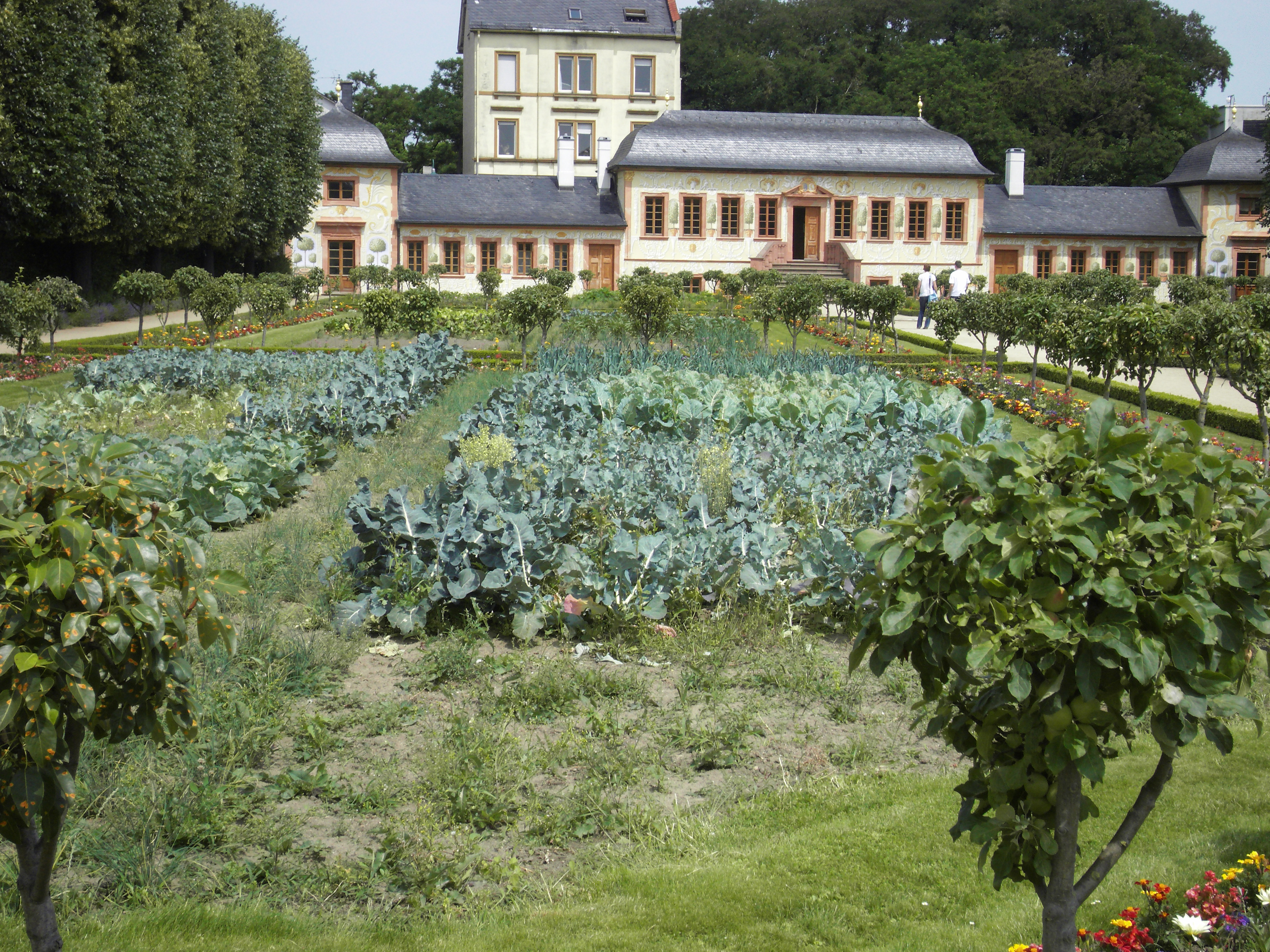
Nutzgarten im Prinz-Georg-Garten Darmstadt

Angrenzend an den Herrngarten entstand im 18. Jahrhundert ein Garten mit einer Vielfalt an historischen Zier- und Nutzpflanzen. In diesem kleinen nach französischen Vorbildern formal angelegten Park liegen in Haupt- und Querachse als Blickpunkte das Prinz-Georg-Palais und das Pretlack’sche Gartenhaus. So wie der Garten mit Teehaus und Heckentheater heute noch existiert, wurde er von Prinz Georg Wilhelm als Anlage gestaltet. Als geometrisch-formale Komposition ist der Prinz-Georg-Garten ein Kleinod des Gartenbaus im Rokoko-Stil mit Sonnenuhren und rauschenden Fontänen. Schon im 18. Jahrhundert war der Garten nicht nur ein Zier- sondern auch ein Nutz-Garten mit Gemüse- und Obst-Pflanzen. Diese Tradition  wurde nach 1947 mit der Rekonstruktion wieder belebt und im Sommer wird das Gemüse vor Ort verkauft.

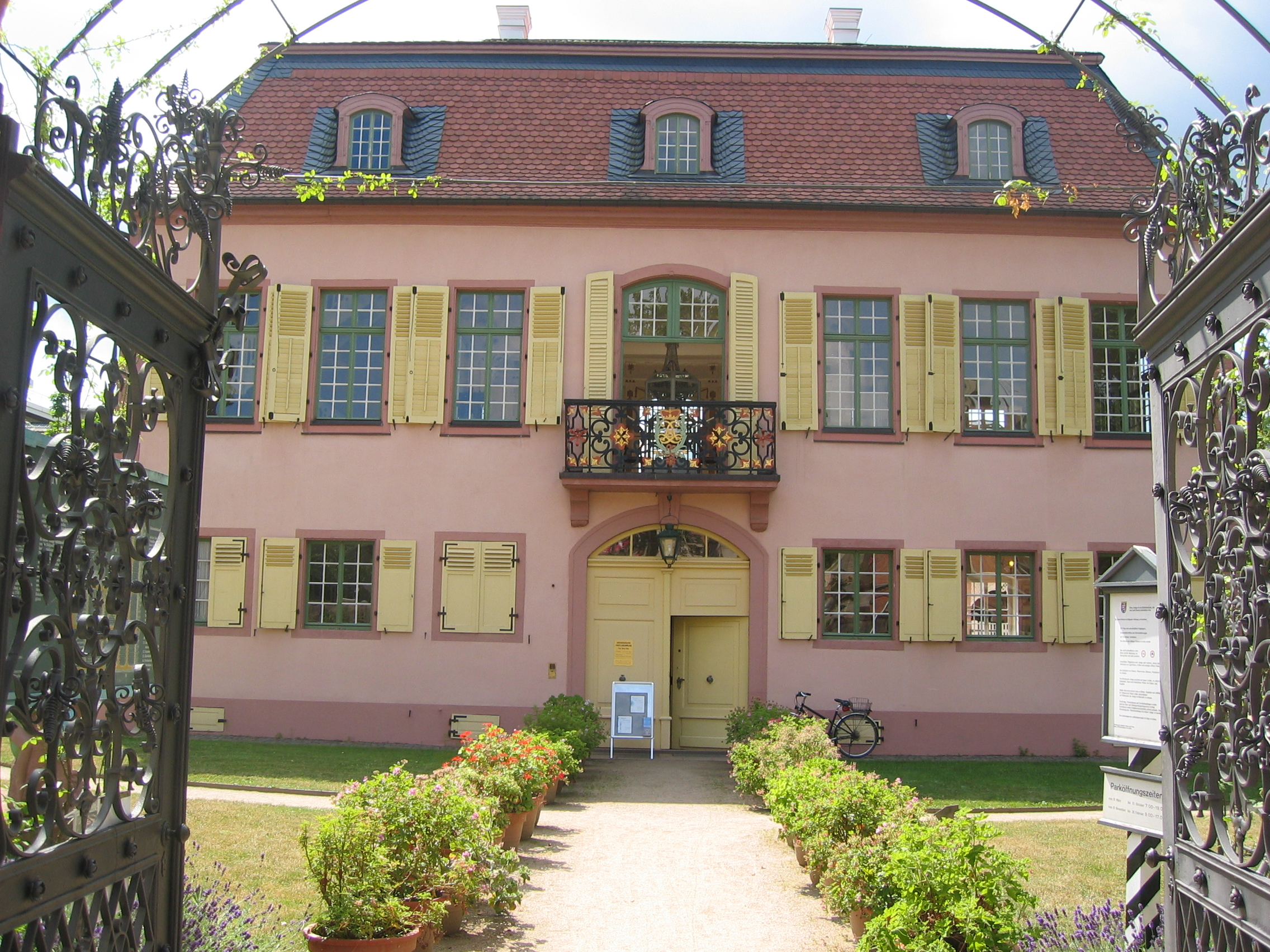
Prinz-Georg-Palais

#### Prinz-Georg-Palais
Das Prinz-Georg-Palais wurde um 1710 unter Landgraf Ernst Ludwig vermutlich durch den Architekten Louis Remy de la Fosse, den Baumeister des Darmstädter Schlosses, errichtet. Es ist umgeben von einer Gartenanlage, die typisch für das Rokoko ist: mit Rasenflächen, Rabatten, Fontänen und Sonnenuhren. Der heutige Name der Anlage bezieht sich auf Prinz Georg Wilhelm, der sie zwischen 1764 und 1782 als Sommerwohnsitz nutzte.
Der ebenfalls gebräuchliche Name des Palais’, Porzellanschlösschen, geht auf die Gründung durch den Großherzog Ernst Ludwig zurück. Er fasste hier die Großherzoglich-Hessische Porzellansammlung zusammen, bestehend aus Porzellanen und anderen keramischen Erzeugnissen. Die Sammlung machte er 1908 der Öffentlichkeit als Museum zugänglich. Seit 1899 bis zum Einzug des Museums wurden hier die ersten Ateliers für die Künstler der Darmstädter Künstlerkolonie eingerichtet.
Das Gebäude überstand den Zweiten Weltkrieg nahezu unbeschädigt. Die zwischenzeitlich ausgelagerte Sammlung konnte daher bereits 1951 wieder einziehen. Zuletzt wurde das Palais von 1992 bis 1999 durch die hessische Landesregierung grundsaniert. Das 100-jährige Bestehen der Sammlung wurde 2008 mit der Jubiläumsausstellung „Frühstück bei Hofe. 100 Jahre fürstliches Porzellan“ gefeiert.

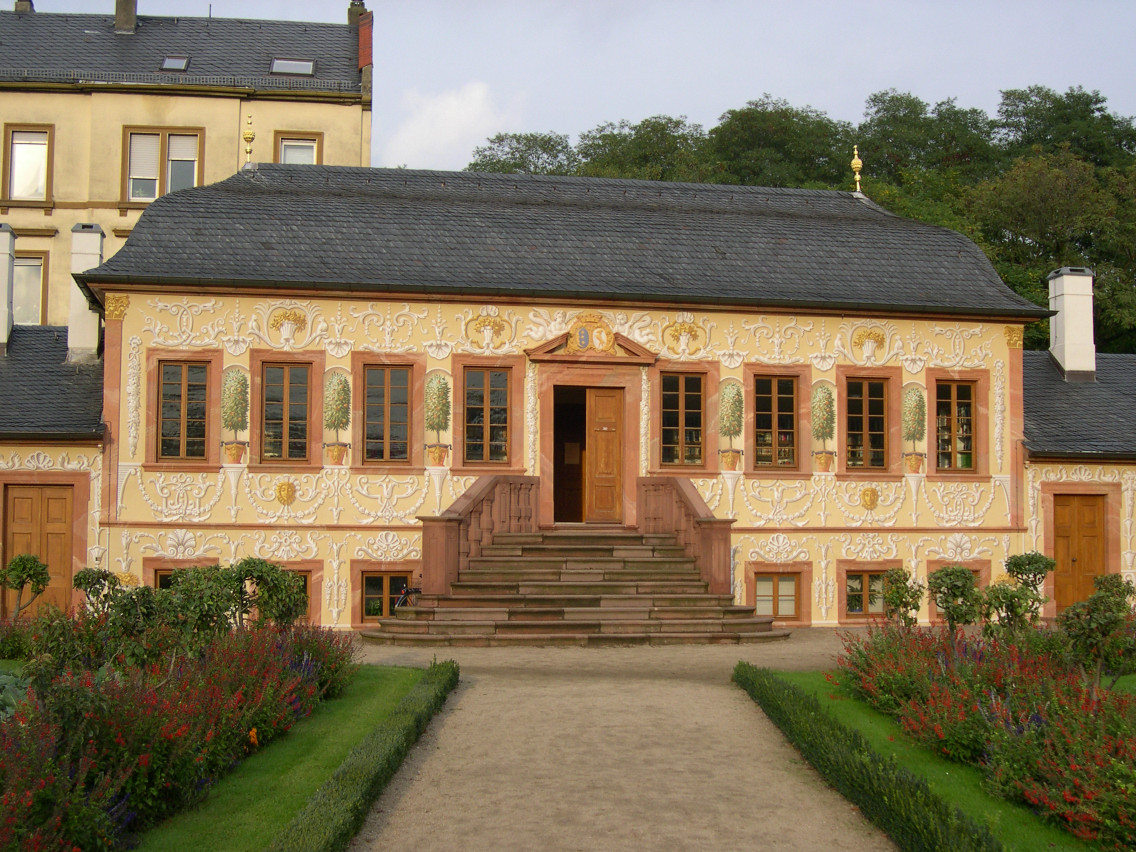
Pretlack’sches Gartenhaus

#### Pretlack’sches Gartenhaus
Den Prinz-Georg-Garten in seiner heutigen Ausdehnung gibt es seit 1765. Damals wurde der oben beschriebene ältere Teil von Prinz Georg Wilhelm mit dem sogenannten Pretlack’schen Garten zusammengefasst, der sich südlich anschloss. Der war ursprünglich im Besitz des Generalleutnants Johann Rudolf von Pretlack, einem Schwiegersohn des Landgrafen Ernst Ludwig. Pretlack ließ sich um 1711 an der Ostseite seines Gartens ein fünfflügeliges Gartenhaus errichten, das im Inneren mit etlichen Gartendurchblicken und außen mit Bäumen, Ranken und Girlanden bemalt war.
Diese Bemalung ging bereits im Laufe des 19. Jahrhunderts verloren, wurde aber 2001 im Zuge einer Generalsanierung nach zeitgenössischen Vorlagen aufwendig restauriert, so dass dieses Gebäude jetzt wieder ein besonderes Kleinod darstellt. Im Inneren befindet sich heute eine kleine Bibliothek mit Lesesaal, die als Besonderheit eine vollkommen freie Ausleihe der Bücher bietet, deren Lektüre man gerne auch im Park genießen kann.
Die Bedeutung des Palais und des umliegenden Gartens wird auch durch einen Bericht des Hessischen Rundfunks deutlich, der schrieb: „Einen Garten wie diesen gibt es nirgendwo sonst in Hessen. Angelegt nach den geometrisch-formalen Prinzipien eines ‚französischen Gartens‘ ist der Prinz-Georg-Garten ein vornehmes kunst- und gartengeschichtliches Beispiel für einen ‚Lust- und Nutzgarten‘ des Rokoko.“

### Schlossgarten

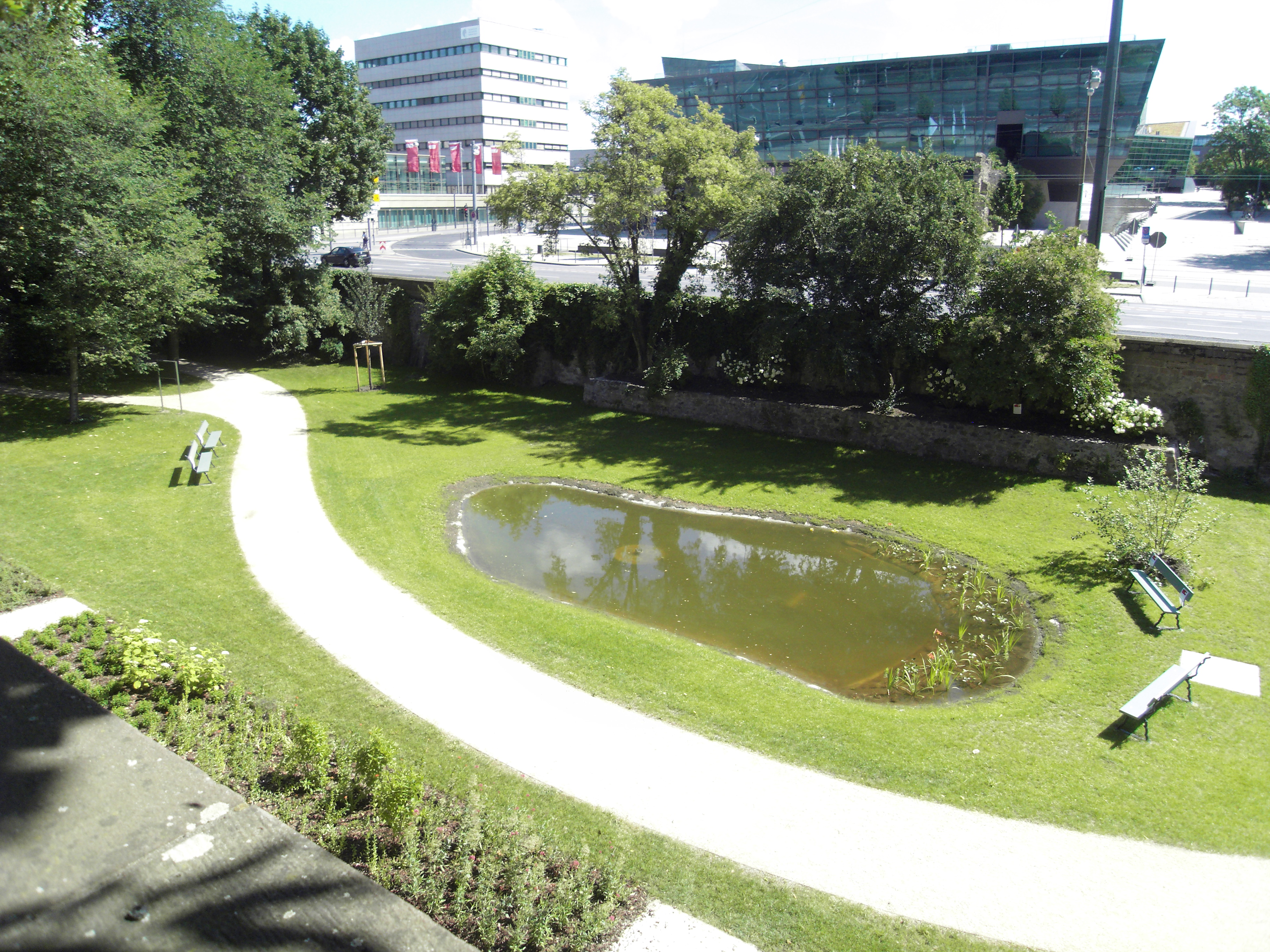
Teil des Schlossgartens im Schlossgraben des Residenzschlosses

Der Schlossgarten ist die wiederhergestellte Gartenanlage im Schlossgraben des Residenzschlosses der Wissenschaftsstadt Darmstadt. Der Schlossgarten wurde ursprünglich als botanischer Garten Darmstadts angelegt.

### Großer Woog
Der Große Woog ist ein Naturbadesee in der Stadtmitte von Darmstadt. Er wurde im Jahr 1567 als Löschwasserteich angelegt, seit 1820 als Badesee genutzt und in der ersten Hälfte des 20. Jahrhunderts umfangreich mit Bade- und Wettkampfeinrichtungen ausgestattet. Die Gesamtanlage steht unter Denkmalschutz.

### Prinz-Emil-Garten

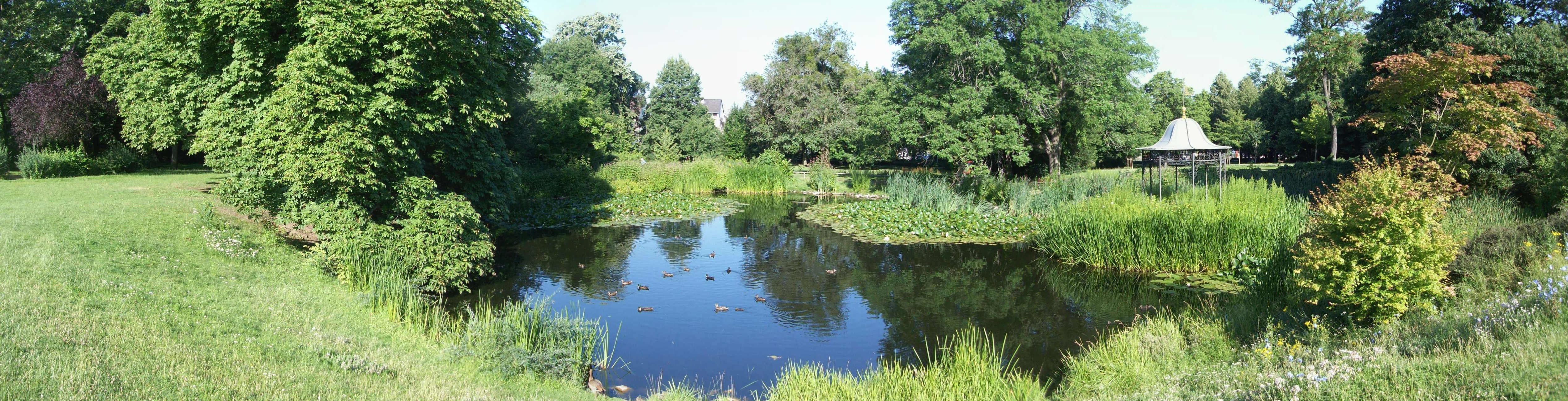
Die wiederhergestellte Teichanlage mit dem Pavillon

Der Prinz-Emil-Garten liegt im Westen des Stadtteils Bessungen direkt an der Heidelberger Straße. Der Park wurde ab 1772 nach dem Vorbild eines englischen Landschaftsparks im Auftrag von Friedrich Karl von Moser durch den Dieburger Gartenmeister Nikolaus Andreas Siebert angelegt.
Nach Mosers Sturz und Ausscheiden aus dem Kabinett kaufte Erbprinz Ludwig X. 1780 den Park. Benannt ist der Park dann nach seinem nächsten Besitzer Prinz Emil von Hessen und bei Rhein (1790–1856), an den er 1830 überging. Durch weitere Besitzerwechsel und durch die Jahrhunderte veränderte sich das Erscheinungsbild des Gartens erheblich; 1927 erwarb schließlich die Stadt Darmstadt das Anwesen vom Großherzog.
Die Parkanlage besitzt heute in ihrem Zentrum einen 1987/88 wiederhergestellten Teich mit einem kleinen Wasserfall. Von den ursprünglich vorhandenen Gebäuden (u. a. einer künstlichen gotischen Ruine, einer Kapelle, einem in russischem Stil erbauten Bauernhäuschen und einem chinesischen Pavillon) existiert heute nur noch das in den Jahren 1775–1778 erbaute, 1944 ausgebrannte und 1950 restaurierte Prinz-Emil-Palais. Ein wassergefüllter Graben („Aha“), der ursprünglich den Park auf der Westseite optisch abschloss und einen damals ungehinderten und unverbauten Blick auf die Rheinebene erlaubte, verschwand zu Beginn des 20. Jahrhunderts.

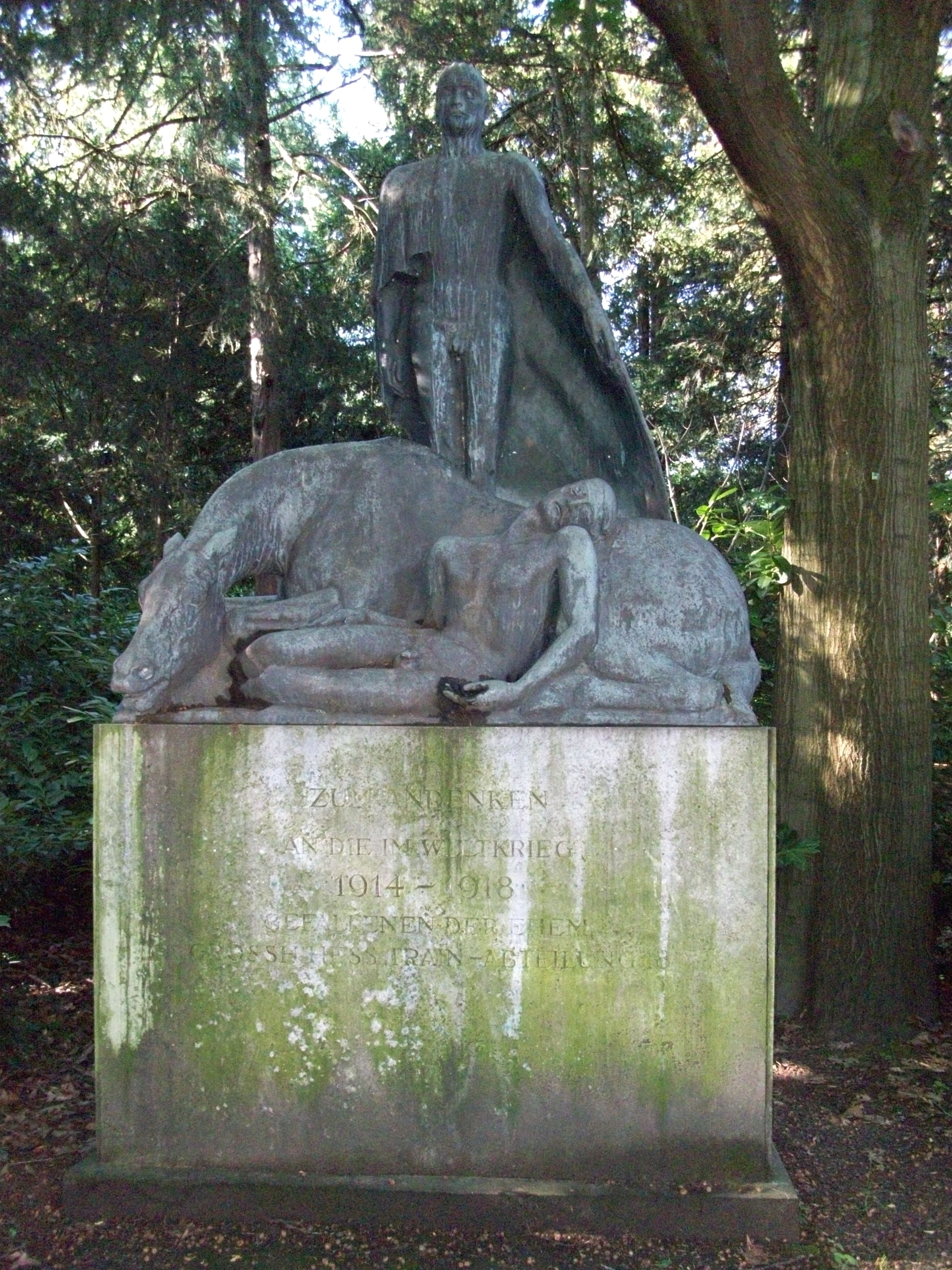
Denkmal der Gefallenen des Ersten Weltkriegs von Ali Bonte-Lichtenstein  im nördlichen Gartenbereich
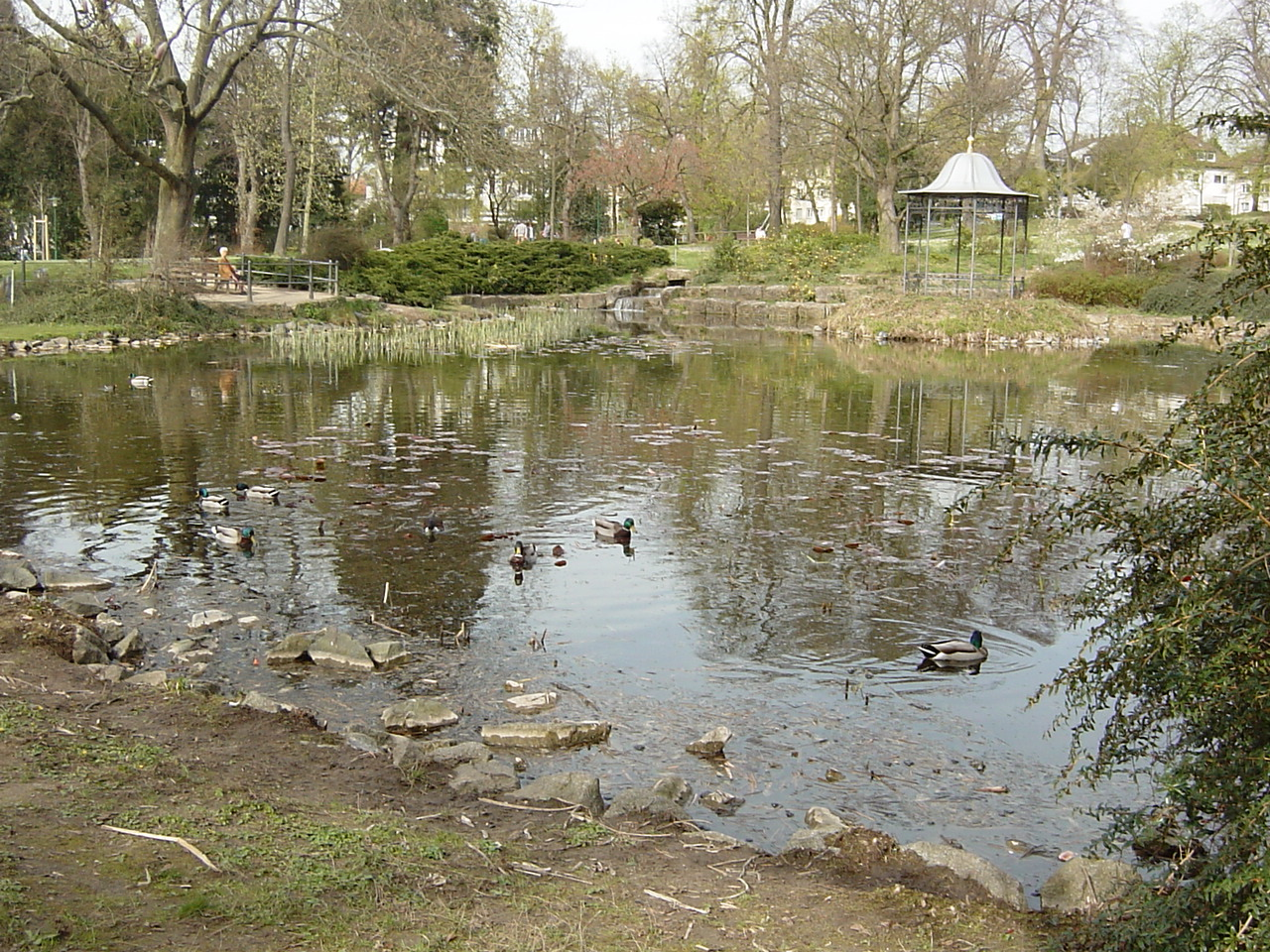
Die neue Teichanlage mit Sitzecke und Pavillon
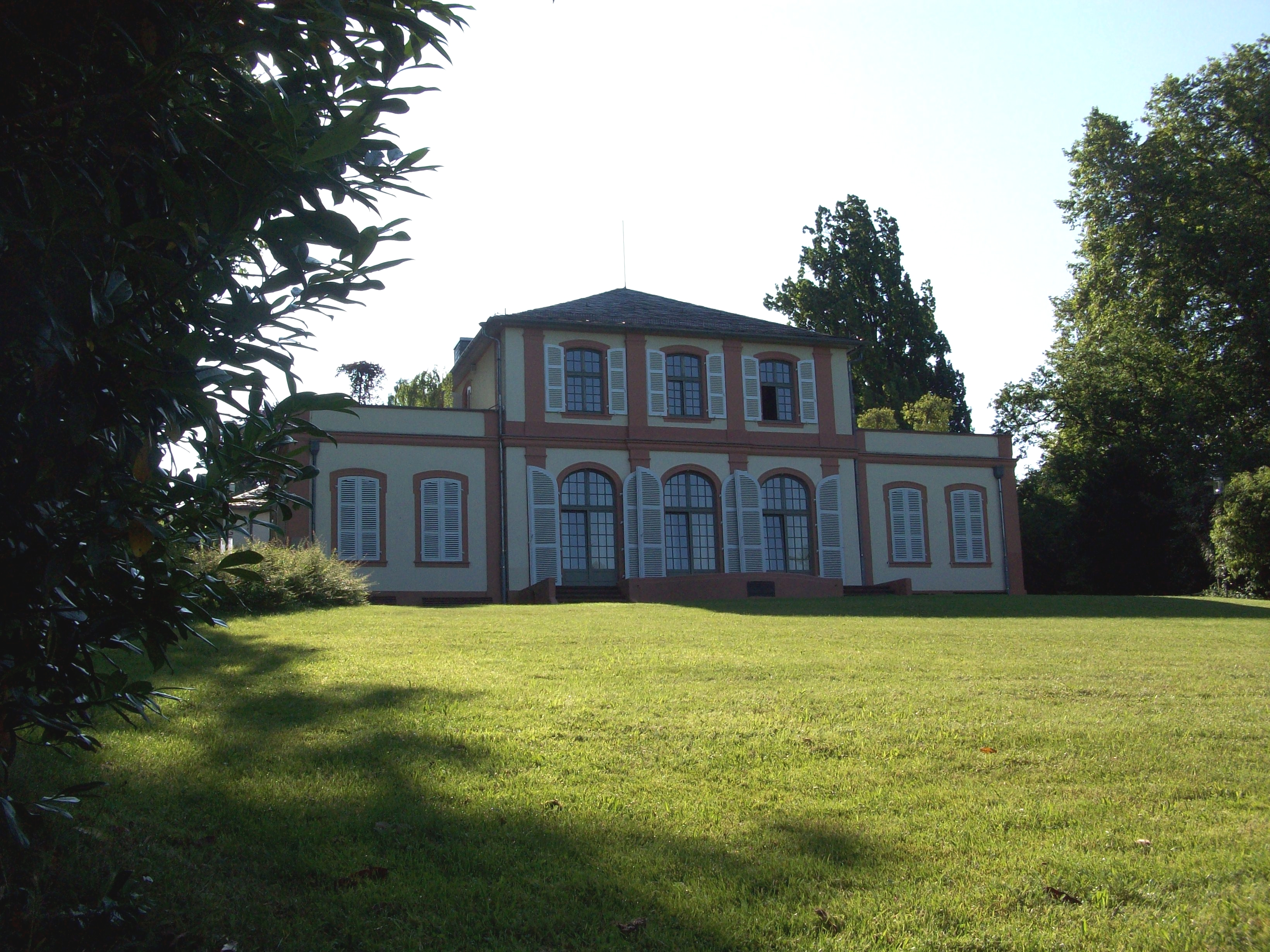
Das Prinz-Emil-Schlösschen mit der Hauptfassade Richtung Westen zum Teich hin
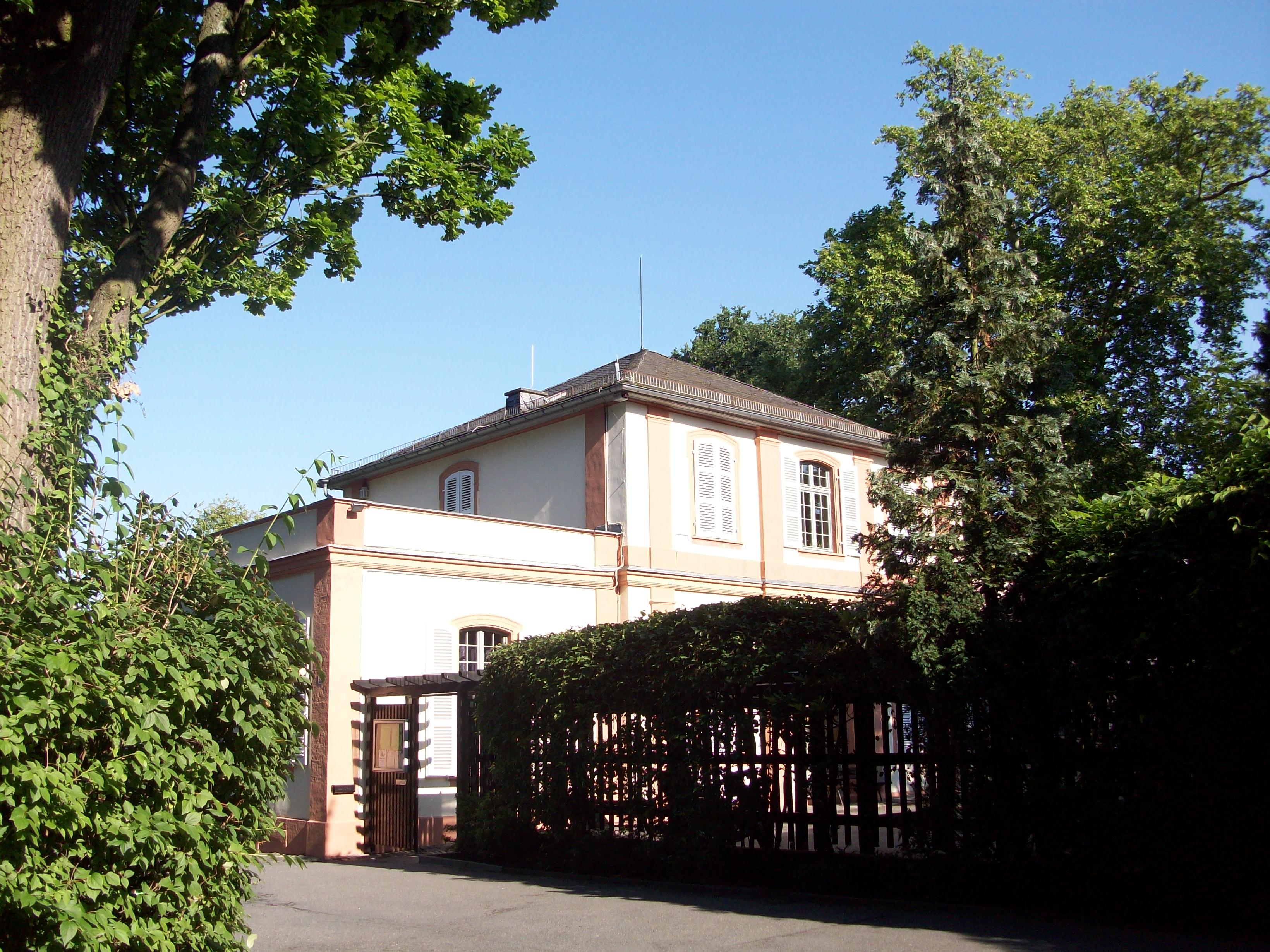
Ansicht des Gartenpalais von Süden zum Innenhof hin
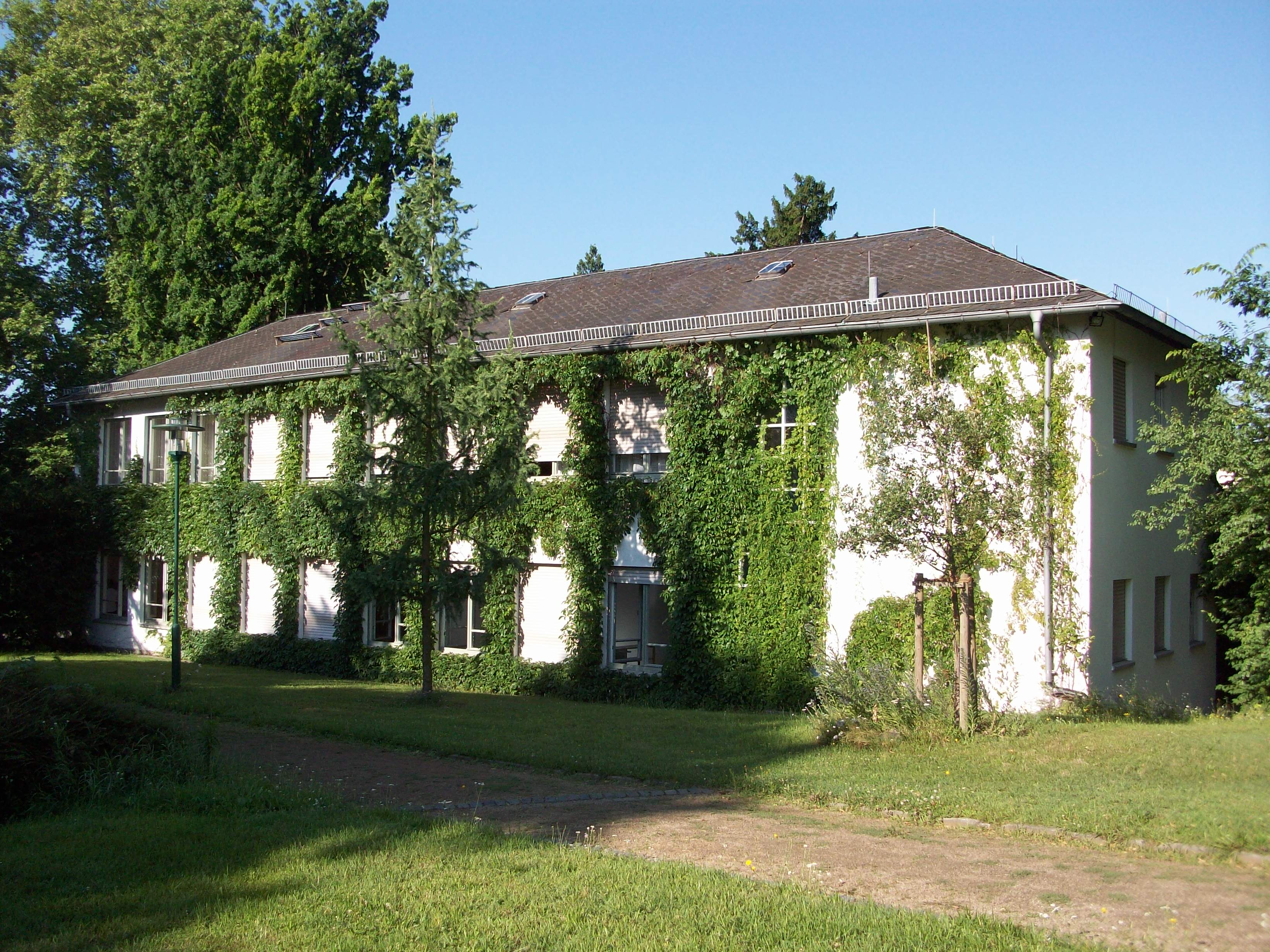
Die moderne Ostfassade der U-förmigen Anlage

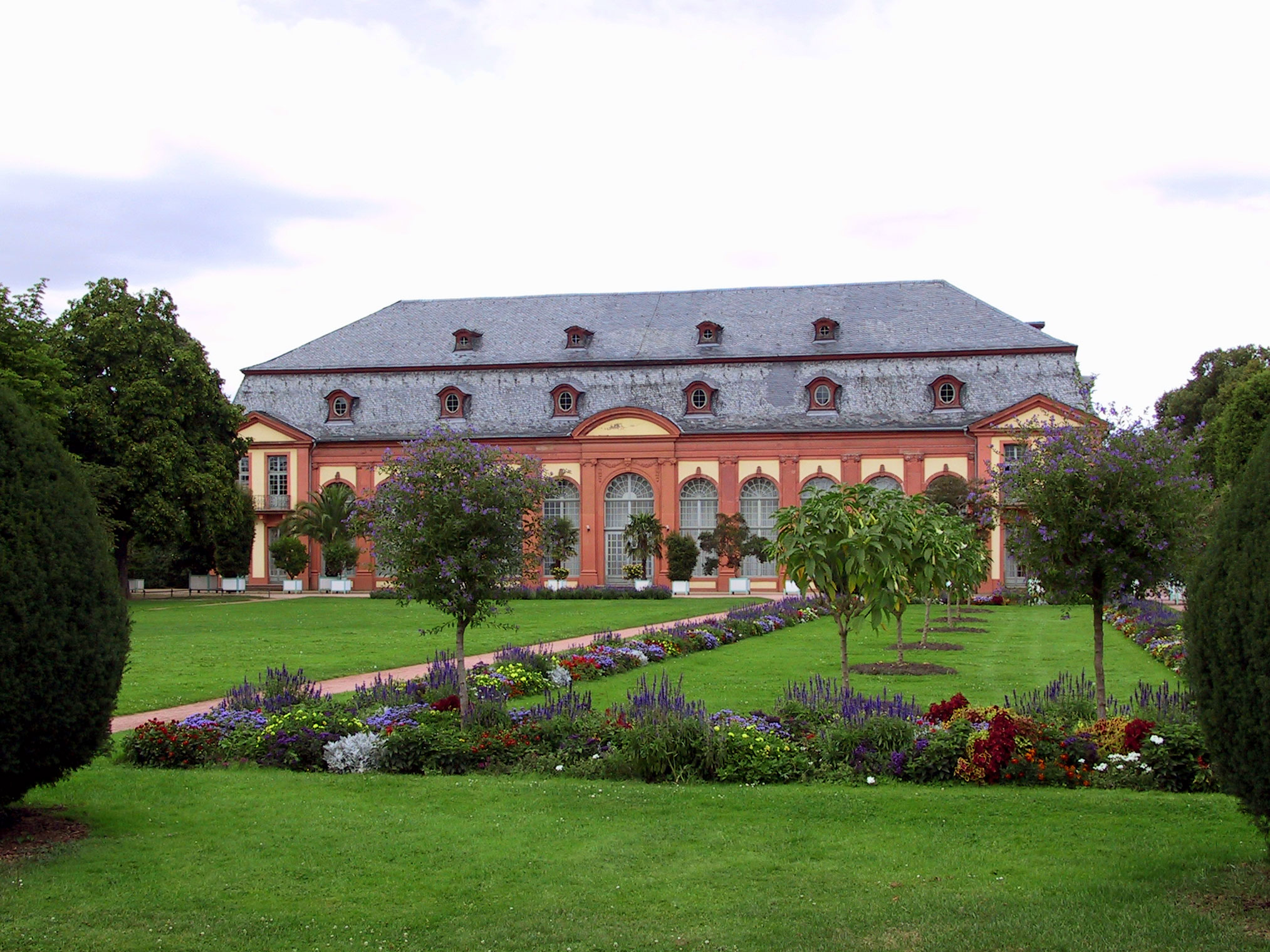
Orangerie

### Orangerie
Die Orangerie wurde von 1719 bis 1721 vom Architekten Louis Remy de la Fosse in Bessungen gebaut.
Das kleine Schlösschen, welches nach dem Zweiten Weltkrieg zeitweise als Theater gedient hat, war ursprünglich eine Winterherberge für die Orangenbäume des Parks. Heute wird das Gebäude für Konzerte und Tagungen benutzt. Der angeschlossene Park wurde von Hofgärtner Johann Kaspar Ehret gestaltet.
Die barocke Anlage ist symmetrisch angeordnet und besteht aus Rasenflächen, Fontänen und Alleen. Auch heute noch sind im Sommer die Südfrüchte zu bestaunen.

### Steinbrücker Teich

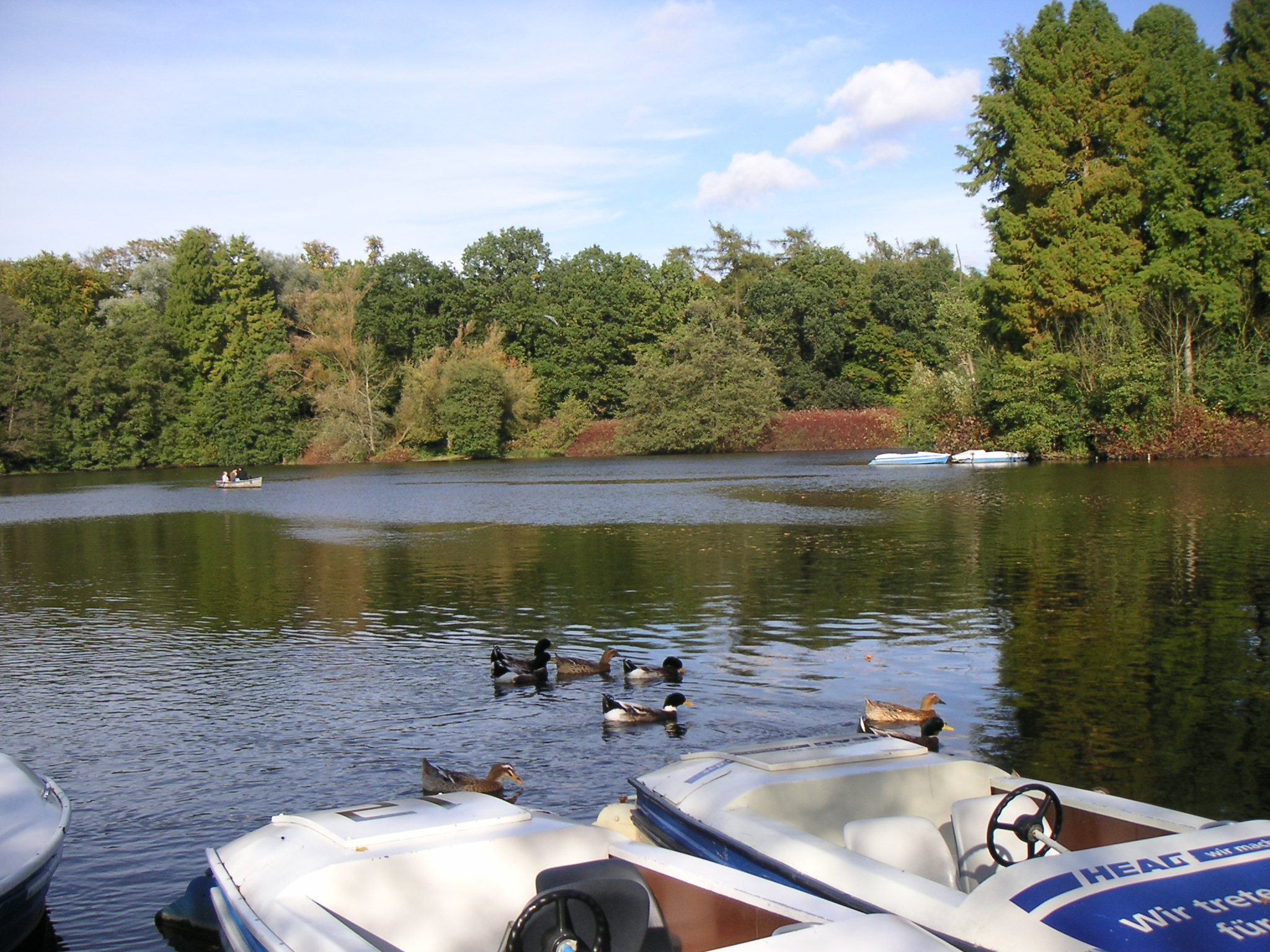
Tretboote auf dem Steinbrücker Teich

Als eines der beliebtesten Freizeitareale der Darmstädter Bürger zählt das Freizeitzentrum rund um den Steinbrücker Teich. Es handelt sich um einen künstlich angelegten See mit einer Insel im Innern, welcher Teil des ehemals ummauerten Jagdgebietes des Großherzogs Ludwig von Hessen im Darmstädter Stadtwald angelegt wurde. Heute bilden die Wiesen und der Wald rund um den Teich ein beliebtes Naherholungsgebiet, mit einem breiten Freizeitangebot wie Tret- und Ruderbootverleih, Minigolf, ein Ponyhof, Grillwiesen, und einem beliebten Restaurant.

### Backhausteich

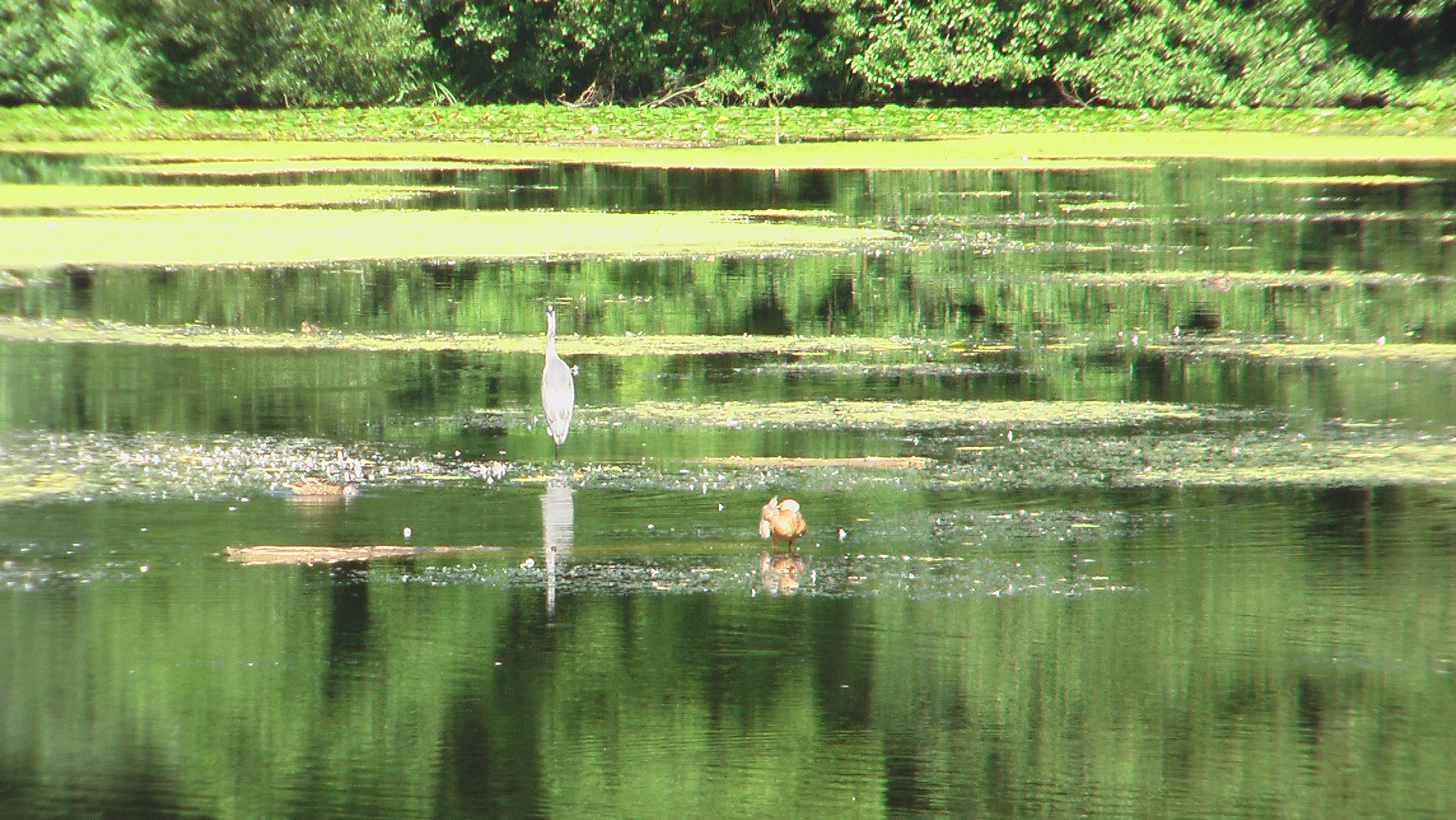
Backhausteich

Beim Jagdschloss Kranichstein liegt der eher stille und romantische Backhausteich, der gerne von Erholungssuchenden aus Darmstadt und Umgebung zu Fuß und auf dem Fahrrad angesteuert und umrundet wird.

### Botanischer Garten
Der Botanische Garten Darmstadts wurde 1874 auf dem heutigen Gelände im Osten der Stadt angelegt und gehört heute zur TU Darmstadt.

### Vivarium
Das Vivarium wurde 1965 auf einem vier Hektar großen Gelände am östlichen Stadtrand eröffnet. Der Tierpark zeigt über 700 Kleintiere in 150 Arten.

### Vortex Garten

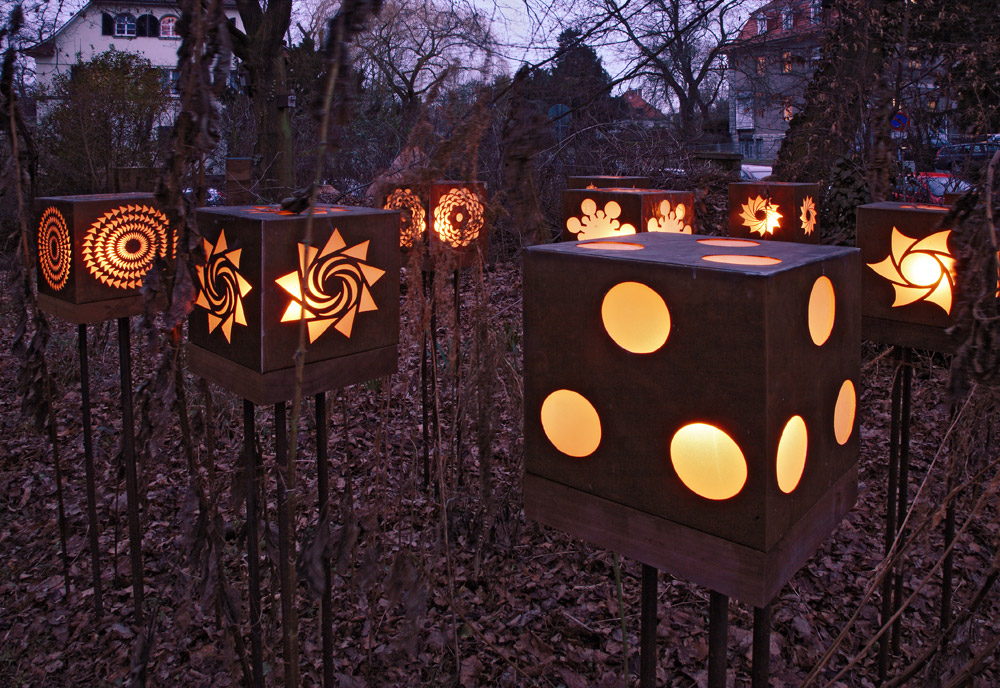
Vortexgarten

Im Garten des „Hauses Martinus“ auf der Mathildenhöhe, gleich unterhalb der Russischen Kapelle, befindet sich Darmstadts einziger öffentlicher Park in Privatbesitz. Der Vortex Garten ist angelegt nach den Prinzipien der Permakultur und wurde nach Prinzipien des Gleichgewichts natürlicher Öko-Systeme gestaltet. Leitmotiv sind Vortex Spiralen, die als elementare Bewegung lebendiger Systeme künstlerisch Ausdruck finden. Sie finden sich im Vortex Garten wieder in Wasserspielen, in der Eiformen als Symbol und in Ornamenten, die Kornkreisen nachempfunden wurden. Die Eigentümer haben den Vortex Garten als „Ort des Wandels, der Lebendigkeit, der Erneuerung, der Erholung“ der Öffentlichkeit zugänglich gemacht.

### Hofgut Oberfeld
Das Hofgut Oberfeld ist Teil des Oberfeldes, einer von Landwirtschaft und Kleingärtnern genutzten Fläche im Osten Darmstadts, die beliebtes Naherholungsgebiet für die Stadtbewohner und Frischluftschneise für die Stadt ist. Hofgut Oberfeld, vormals Hofmeierei, war Hofdomäne der Großherzöge von Hessen-Darmstadt und später Staatsdomäne des Landes Hessen. Die Wirtschaftsgebäude stehen unter Ensemble- bzw. Denkmalschutz. Auf Betreiben der Initiative Domäne Oberfeld e. V. (IDO), eines gemeinnützigen Zusammenschlusses Darmstädter Bürger, ist seit Juli 2006 die Stiftung Hofgut Oberfeld Eigentümerin des Hofgutes und Pächterin des Domänenlandes. Die Umstellung des Hofgutes Oberfeld zum ökologischen Landwirtschaftsbetrieb mit Direktvermarktung hat begonnen. Eine Initiative „Lernort Bauernhof“ hat ihre Arbeit aufgenommen. Der Verein Lebensweg e. V. will Wohn- und Arbeitsplätze für behinderte Menschen im Zusammenhang mit dem Hofgut aufbauen.

### Waldfriedhof
Der 1914 eröffnete Waldfriedhof am Westrand Darmstadts zeichnet sich durch eine markante Architektur der Friedhofsgebäude aus. Neben zahlreichen bekannten Persönlichkeiten aus der Darmstädter Region sind hier auch die Opfer der Brandnacht vom 11. September 1944 in einem Massengrab beigesetzt worden.

## Weiteres
- Löwenbrunnen (Darmstadt, Stadtkirchplatz)
- Ernst-Ludwig-Brunnen, (1959)

## Videos
- Aydogan Makasci, Uli Zimpelmann: Mathildenhöhe in Darmstadt zum Welterbe gekürt. hessenschau.de, 24. Juli 2021 (2:33 Min.)